# Radio Futura
Radio Futura fue un grupo musical de rock español de los años 1980 y 1990. Reunidos en 1979, tras un primer disco (Música moderna, 1980) de cierto alcance enmarcado en la llamada Movida madrileña, y tras reestructurar su formación, iniciaron una carrera de éxito con sucesivos discos durante la década de 1980 (La ley del desierto / La ley del mar, De un país en llamas y La canción de Juan Perro). Si los dos primeros ahondaban en diversas influencias presentes en la música europea contemporánea, especialmente la anglosajona, progresivamente el grupo fue iniciando una senda hacia las raíces y las estructuras musicales latinas que dio lugar a La canción de Juan Perro, uno de los discos fundacionales de lo que posteriormente se acabó denominando rock latino. El inicio de los años noventa trajo sus dos últimos discos (Veneno en la piel y Tierra para bailar), hasta su disolución en 1992.
Aunque la formación inicial incluía a Herminio Molero (compositor y sintetizadores) y Javier Pérez-Grueso -Javier Furia- (percusión electrónica, voz), pronto ambos abandonaron el grupo. Los componentes serían a partir de entonces los hermanos Santiago (voz, guitarra) y Luis Auserón (bajo), junto a Enrique Sierra (guitarra solista). Carlos (Solrac) Velázquez, a la batería, sería posteriormente sustituido.
La influencia de Radio Futura como precursores del rock latino y, en general, como uno de los grupos de rock más importantes de la historia de la música española, se ha dejado sentir desde su disolución. Fue considerado el mejor grupo español de la década de los 80 por diversas emisoras de radio y revistas especializadas, y nombrado en 2004 "mejor grupo español de los últimos 25 años" por los oyentes de Radio Nacional de España (Radio 3). En 2006, a través de una encuesta entre 156 músicos, la revista Rolling Stone incluyó siete de sus canciones entre las 200 mejores del pop-rock español, el único grupo en llegar a esa cifra.
En 2012 el periodista y crítico musical Jesús Ordovás los definió como "el grupo de rock más importante e influyente de la reciente historia de la música pop española". En otras ocasiones se ha hablado de Radio Futura como la "cúspide creativa de la Movida".
Los tres integrantes fundamentales del grupo continuaron después de este sus carreras en solitario. Santiago Auserón es conocido por el nombre artístico de Juan Perro.

## Los inicios (1979-1980)

### Molero y la Orquesta Futurama

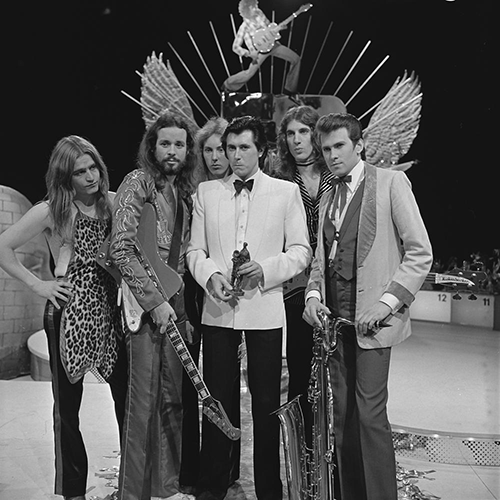
Herminio Molero tenía en mente el sonido de Roxy Music (en la imagen) cuando se decidió a montar el grupo que acabaría siendo Radio Futura.

Herminio Molero, pintor, agitador cultural y pionero de la música con sintetizadores, decidía en 1979 dedicarse plenamente a la composición musical. Con el objetivo de montar una especie de "orquesta pop" y la referencia de Roxy Music, alquilaba un local a principios de año por el que fueron pasando numerosas personas (no todos ellos músicos). A través del crítico de arte Quico Rivas contactó con el colectivo Corazones Automáticos que, influenciado por el anarquismo y el futurismo, firmaba artículos en revistas como Disco Express propugnando la ruptura del "provincianismo" y la apertura a nuevas influencias que sentase las bases de lo que debería ser el inminente y fresco rock español.
Del colectivo formaban parte entre otros dos hermanos, Luis y Santiago Auserón. Santiago acababa de volver a España tras terminar sus estudios de Filosofía en París; Luis trabajaba como delineante y topógrafo, a la vez que estudiaba Arquitectura. Los dos tenían inquietudes artísticas: mientras Santiago se inclinaba más por la música, Luis la combinaba con la pintura. Ambos firmaban, con Corazones Automáticos, profundos artículos dedicados a Ultravox, Elvis Costello, Talking Heads... Los hermanos recibieron una oferta de Molero, en principio para ser asesores y planificadores del grupo. Enrique Sierra por aquel entonces estaba realizando el servicio militar, y ya formaba parte de Kaka de Luxe cuando es invitado por unos amigos a pasarse por el local de Herminio. Vivía por entonces con Paz Tejedor, que acabaría siendo la mánager del grupo.
El resto de componentes de lo que se acabaría llamando Orquesta Futurama fueron María José Serrano (componente de Las Chinas), Javier Pérez Grueso (alias Javier Furia, voz y percusión electrónica), Manolo Campoamor (cantante, exmiembro de Kaka de Luxe), Alberto Iturrioz (guitarra) y el propio Molero. Un grupo de efímera vida que desaparecería ese mismo año sin grabación alguna.

### Primeros pasos

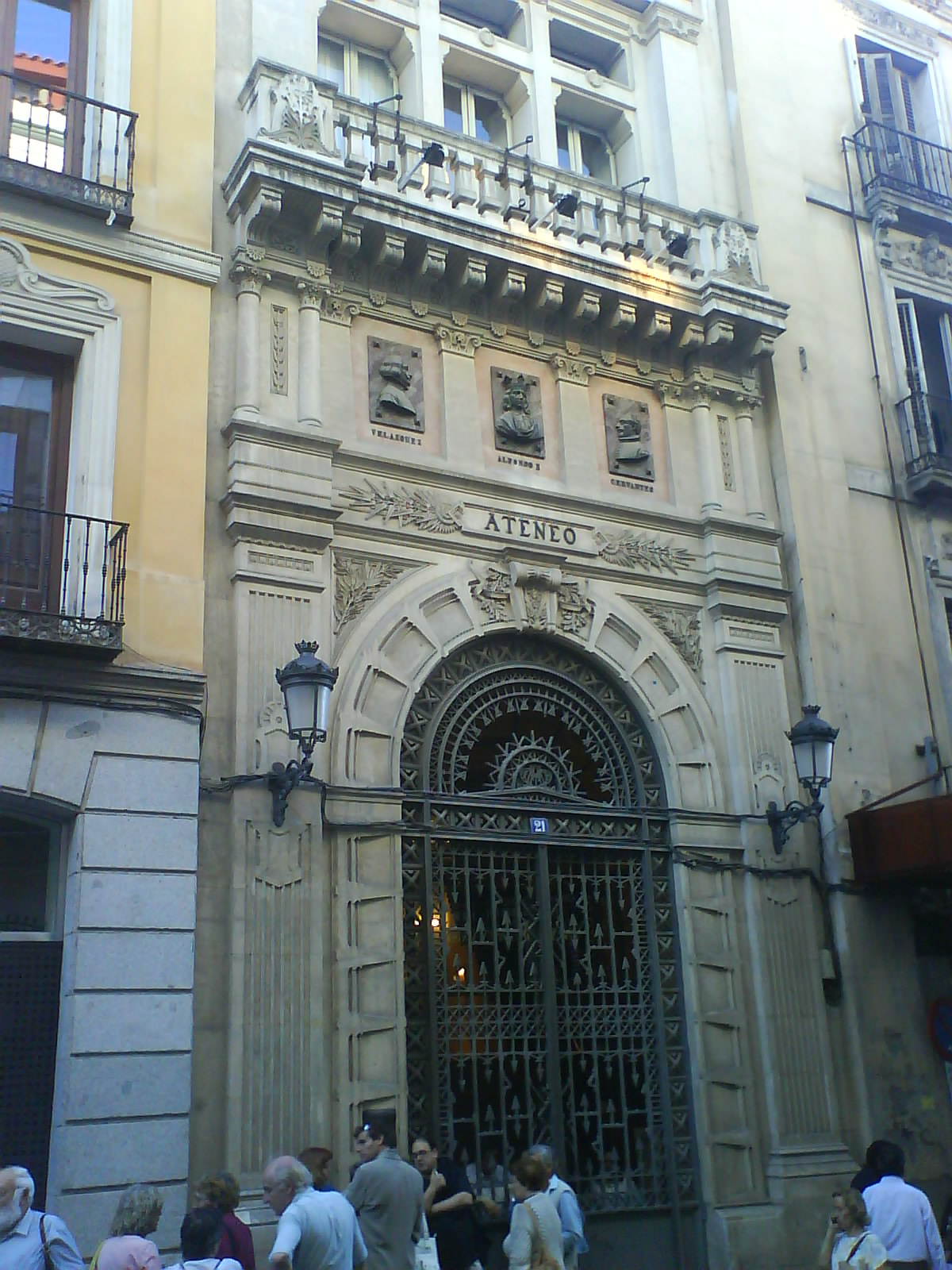
El Ateneo de Madrid acogió el primer concierto de Radio Futura, el 12 de octubre de 1979.

De aquel experimento acabaría surgiendo Radio Futura. El grupo tomó su nombre de la simplificación del de una emisora de radio libre italiana (Radio Ciudad Futura). Fue el pintor y cantante Manuel Campoamor, que había sido miembro de Kaka de Luxe y Pegamoides, quien bautizó al grupo.
A principios de verano apareció la nueva banda. En su primera formación ya estaban los hermanos Auserón, que serían guitarra y voz (Santiago) y bajo (Luis, animado por el propio Santiago y Enrique, ya que no sabía tocar el instrumento). Enrique Sierra, guitarra solista, proveniente del punk de Kaka de Luxe. Molero (componiendo y a los sintetizadores) y Pérez Grueso completaban la formación. Carlos Solrac Velázquez (excomponente de Nada) se incorporaría pronto a la batería.
La música de Molero consistía principalmente en una fusión entre música electrónica y música tradicional española; Enrique Sierra y Pérez Grueso aportaban el punto punk y los hermanos Auserón el enfoque teórico y la estructura musical. Entre todos buscaban proporcionar al rock español un aire popular y callejero, dando un nuevo enfoque a la música popular que se hacía en el país.
Tras meses de ensayos, el 12 de octubre de 1979 ofrecieron su primera actuación en directo, en el acto de clausura de un festival de cine de ciencia ficción (Hispacón) celebrado en el Ateneo de Madrid. La repercusión (teniendo en cuenta que Molero era bastante conocido en el ambiente musical madrileño) fue inmediata: fueron pinchados en Radio 3 de la mano de Jesús Ordovás, teloneron a Elvis Costello el 13 de noviembre en Badalona y realizaron un par de conciertos en el Teatro Alfil de Madrid. Fueron presentados por primera vez en televisión en el programa dedicado al arte Imágenes de Paloma Chamorro, que emitió su actuación en el último programa de 1979. Chamorro sería posteriormente directora de La edad de oro, principal programa musical del país, que recibiría en reiteradas ocasiones al grupo. Los contactos de Molero con el mundo de la producción acabaría dando su fruto: la cinta que Honorio Herrero (un amigo productor independiente) lleva a Hispavox acabó proporcionándoles la firma de su primer contrato discográfico.

### 1980:Música moderna
El primer LP del grupo se editó en 1980: Música moderna. Constaba de diez temas, siete compuestos por Molero, uno por Santiago Auserón, otro por Enrique Sierra y una versión de un tema de T. Rex («Divina (Los Bailes de Marte)», versión de «Ballrooms of Mars» cuya letra reescribió Santiago pensando en Alaska, una de las divas de la Movida). Sin embargo, se decidió que todos los temas fuesen firmados por todos los componentes del grupo.

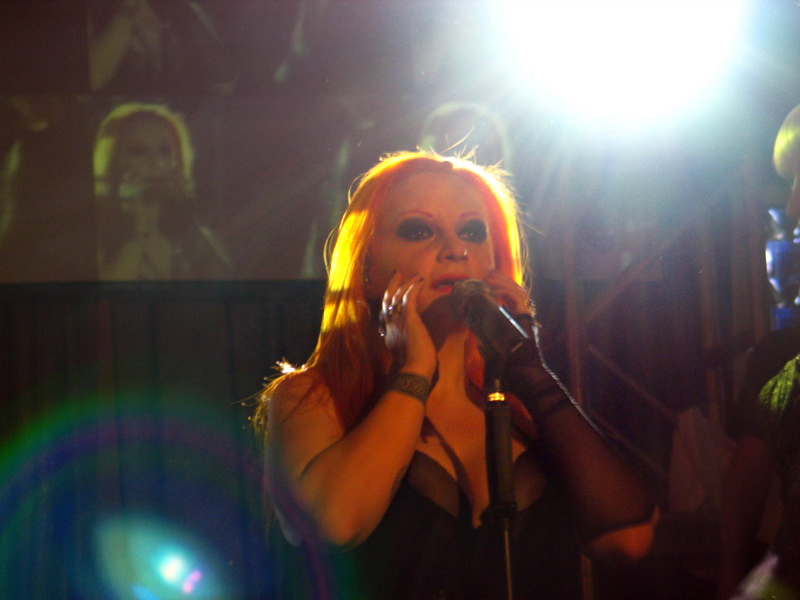
Olvido Gara, de Alaska y los Pegamoides, inspiró a Santiago la letra de «Divina».

El disco supuso un estallido en los medios y tuvo un éxito inesperado fuera de los ambientes especializados. El primer sencillo fue «Enamorado de la moda juvenil» (con «Ivonne» en la cara B), compuestas ambas por Molero, y pronto alcanzó el primer puesto de las listas de ventas. A principios de verano «Divina» e «Interferencias» se lanzaron como segundo sencillo (la segunda no estaba incluida en el disco).

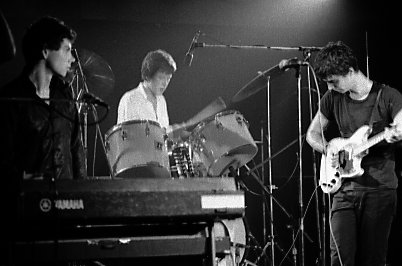
Talking Heads (en la imagen, en 1978) ya aparecía en los artículos firmados por Corazones Automáticos como el referente musical que posteriormente sería para la banda, especialmente para Santiago.

La estrategia de comercialización del disco, y en general del propio grupo por parte de Hispavox, intentaba convertirlo en una formación juvenil orientada a los fanes. Hispavox era por aquel entonces la única compañía discográfica de gran tamaño que apostaba en su repertorio por incluir a grupos de la Nueva Ola, buscando obtener resultados económicos y utilizando para ello métodos que incluyen desde la programación de innumerables actos promocionales y giras agotadoras, en las que también imponía el cartel, hasta directamente la censura o la manipulación del trabajo de los artistas. Si en un principio Radio Futura agradecía el fuerte apoyo económico recibido para la promoción del disco (que sin embargo resultó inapropiado, puesto que no obtuvo resultados económicos acordes al esfuerzo realizado), el comportamiento de la productora iría produciendo importantes rencillas con el grupo hasta provocar finalmente la ruptura años después. De hecho esta estrategia, inédita entre grupos que por su estilo en principio estarían alejados de los circuitos mainstream, hizo incluso que el grupo fuese criticado con el argumento de ser un "montaje" de la industria musical, un "producto estandarizado y programado por la maquinaria discográfica".
Así, Hispavox incluyó a Radio Futura en un combinado de artistas y grupos de carácter eminentemente comercial que giraron durante el mes de mayo por plazas de toros de todo el país, en festivales denominados genéricamente "Fans", en los que incluso promovían que se actuara en playback. Posteriormente llegó a editarse un disco homónimo, que sin permiso del grupo incluye «Enamorado...» y «Divina» junto a algunos de esos artistas (Leiff Garett, Pedro Marín, Chan y Chevy o Mabel, banda de Mike Tramp, que formaría posteriormente White Lion). Visitan programas de televisión como Aplauso, Fantástico o 300 Millones. Algunos de los componentes del grupo se mostraron también muy contrarios a la producción del propio disco, que habría "deformado" las canciones para obtener un resultado más comercial.
Sin embargo y por otro lado, el 23 de junio de 1980, con motivo de las fiestas de San Isidro, 20.000 personas asistieron en la Plaza Mayor de Madrid a uno de los conciertos fundacionales de la Movida madrileña. En él Radio Futura encabezaba el cartel en que figuraban también Mario Tenia y los Solitarios y Los Secretos. Ese verano giraron por todo el país, y el disco se editó en Europa e Hispanoamérica.
Música moderna es un caso particular en la discografía de Radio Futura. Supuso la eclosión del grupo y la apertura de la música popular española a algunas corrientes internacionales (influencias de The Clash, particularmente de su álbum London Calling, T. Rex, Bowie o Talking Heads, adoptado como referencia ya por Corazones Automáticos) con poco recorrido hasta ese momento. Además, su éxito comercial facilitaría el camino a otros grupos con esas inquietudes. Por otro lado, el hecho de ser una creación en su mayor parte de Molero (Melocos editó en 2010 una versión de «Enamorado...» a dúo con el propio Herminio) y los disgustos con la producción llevarían posteriormente a Radio Futura a renegar de ese disco, cuyas canciones nunca han vuelto a ser remezcladas ni incluidas en recopilatorios controlados por la banda, pese a estar firmadas como autores por todos los componentes del grupo. Ni siquiera se han vuelto a tocar en directo, y el propio disco no aparece en discografías controladas por la banda (así, en la que ofrece la actual oficina de producción artística de Santiago).

Santiago Auserón: Aquello fue un producto tan manipulado desde el punto de vista de la producción y de la comercialización, que no nos reconocemos en él. Somos conscientes de que a gente que le gusta Radio Futura, aquello le hace gracia como objeto cultural histórico. A nosotros nos gusta también. Nos divertíamos con esa actitud ambigua y semiperversa, diciendo: vamos a tocar en plan punki este pasodoble de Herminio Molero que era «Enamorado de la moda juvenil». Pero tanta ambigüedad era extrema: atrae mucho desde el punto de vista del interés publicitario, pero compromete poco con un proceso de creación durable. 

	
Luis Auserón: En aquella época éramos colaboradores: la línea la marcaba Herminio. Nosotros nos podemos sentir responsables a partir del single de «La estatua del jardín botánico».
Entrevista en El País de las Tentaciones, 3/7/1998.

En todo caso, «Enamorado de la moda juvenil» fue incluida por Rolling Stone en el puesto 63 de las 200 mejores canciones del pop español.

### Ruptura del quinteto

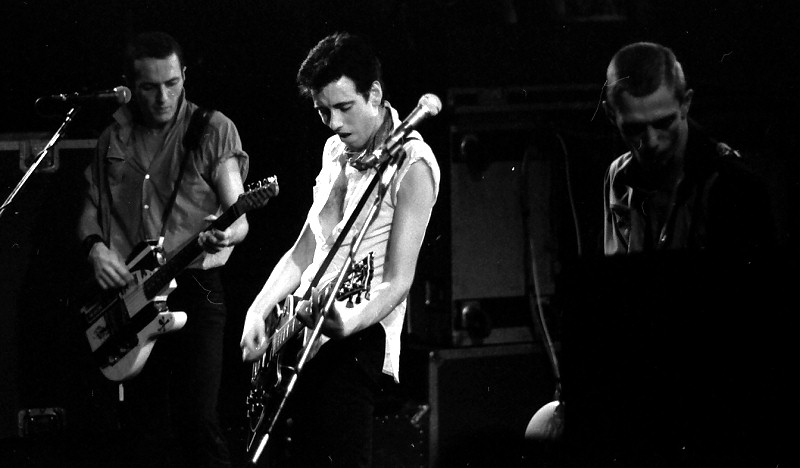
The Clash, en 1980.

Durante esta primera época fueron surgiendo las diferencias que, junto al enfrentamiento con Hispavox, llevarían a la reestructuración del grupo. El éxito les obligó a la profesionalización y a definir estilos y actitudes sobre las que divergían. Las diferencias llegaron a un punto de no retorno: Pérez Grueso dejó el grupo en diciembre. Más traumática sería la salida de Molero en febrero de 1981, por su condición de alma-mater de aquella primera encarnación de Radio Futura: donde él apostaba por un estilo a lo Brian Eno, Kraftwerk o Jean Michel Jarre, buscando comercialidad en la línea experimental que seguía desde hacía tiempo, Santiago, Luis y Enrique apuntaban hacia la integración del reggae (como en The Clash) o el refinamiento melódico de The Cure.
El asunto de la ruptura acabó llegando a los tribunales por la propiedad del nombre del grupo, que Molero llegó a registrar a su nombre. Sin embargo, el juez falló en su contra:

El juez falló en mi contra, dice, con el argumento de que Santiago estaba más centrado en la música, que yo era más disperso. El músico (en concreto) frente al artista (en general) [...] El juez llegó a pedirle que se definiera: ¿pintor, músico, actor? Misión imposible.

El quinteto pasó finalmente a cuarteto, con la incorporación oficial de Carlos Velázquez que, aunque ya había participado durante la grabación del disco, había sido vetado por la compañía para aparecer en la foto de portada: no "daba la imagen". A pesar de que aún se mantendrían en Hispavox hasta 1984, el enfrentamiento ya era abierto.

## Cuarteto

### Últimos años con Hispavox:La estatua del jardín botánico
Fue a partir de 1981 cuando se asentó la formación que con los años definiría el estilo propio de Radio Futura: los hermanos Auserón y Enrique Sierra, junto a Solrac Velázquez, variarían el sonido inicial del grupo, alejándose del pop para abrazar el rock con influencias que se irán añadiendo, en esta primera época, desde el punk y posteriormente el funk. Usando la combinación básica de voz, guitarra, bajo y batería, comenzaron a componer y ensayar nuevos temas. La presentación en sociedad de la nueva formación se produjo en la sala Marquee de Madrid el 11 de marzo: en ella alternarían algunas de sus viejas canciones con temas nuevos: suenan entre otras «Nadie», «Oscuro affaire», «La secta del mar», o «Un africano por la Gran Vía». El abandono de su anterior estilo los alejaba de lo que por entonces se conocía como Nueva Ola (por influencia de la New wave nacida en Inglaterra) y que acabaría decantándose en la Movida madrileña.

Radio Futura se ha desembarazado de su tradicional "caché" de exquisito amaneramiento para lanzarse a tumba abierta por la pendiente del "punk" más descarnado. Sonaron bien, quizá mejor que antes [...] Y, sin embargo, había un gusto amargo camuflado bajo aquella repentina explosión de vitalidad y de violencia. Allí, rodeados por muchos de los protagonistas de aquel "estado de ánimo" generalizado que logró despertar a Madrid de su letargo, olía, con perdón, a muerto. La nueva ola madrileña se ha ido ya o se está yendo. Quedan, por supuesto, los grupos. Los mejores y Radio Futura entre ellos.
Radio Futura: protohéroes, protomártires
Tomás Cuesta. ABC, 13/3/81.

En todo caso y con el telón de fondo del enfrentamiento con Hispavox (llegaron a amenazarles con evitar que volvieran a editar ningún disco), no se editó referencia alguna y el año se dedicó a ensayar y girar. Aunque pasaron por las salas "independientes" de moda (Rockola, La Barraca...), en otras ocasiones siguieron viéndose obligados a actuar en playback junto a artistas con nada en común. Para finales de año el grupo contaba ya con varias maquetas que eran radiadas frecuentemente y tocadas por la banda en sus conciertos.
Con la llegada de 1982 se produciría la edición del nuevo sencillo «La estatua del jardín botánico», que llevaba como cara B «Rompeolas». El sencillo fue producido por Jaime Stinus y supuso el relanzamiento de Radio Futura, así como, según críticos como Juan Puchades, "el disco que mejor define el ocaso de la Nueva Ola y el advenimiento de La Movida". El grupo abandonaba los sintetizadores de Herminio, buscando el sonido natural de los cada vez más habituales directos. «La estatua...» se convertiría pronto y de forma duradera en un himno de aquellos años (aún en 1988 Joaquín Sabina la citaba: Ya quisiera yo en vez de este reagge haber escrito [...] La estatua del jardín botánico). En 2006 fue elegida por la revista Rolling Stone en el puesto 21.º de las 200 mejores canciones del pop-rock español.

La canción se me ocurrió mientras escuchaba Another Green World, de Brian Eno, y leía la Monadología, del filósofo alemán Leibniz. Ese librito tiene unas imágenes muy misteriosas que hablan de que dentro de cada estanque hay nuevos estanques y nuevos jardines, en el que siempre encontraremos nuevos peces y nuevas plantas. Esa imagen de mundos dentro de mundos me impresionó mucho
Santiago Auserón para Rolling Stone.

En alguna ocasión, en un contexto privado, Santiago ha definido La estatua.. como una canción muy especial dentro de su producción:

"Fue un chispazo de inspiración, no creo que jamás me vuelva a ocurrir, ni que haga otra canción igual".

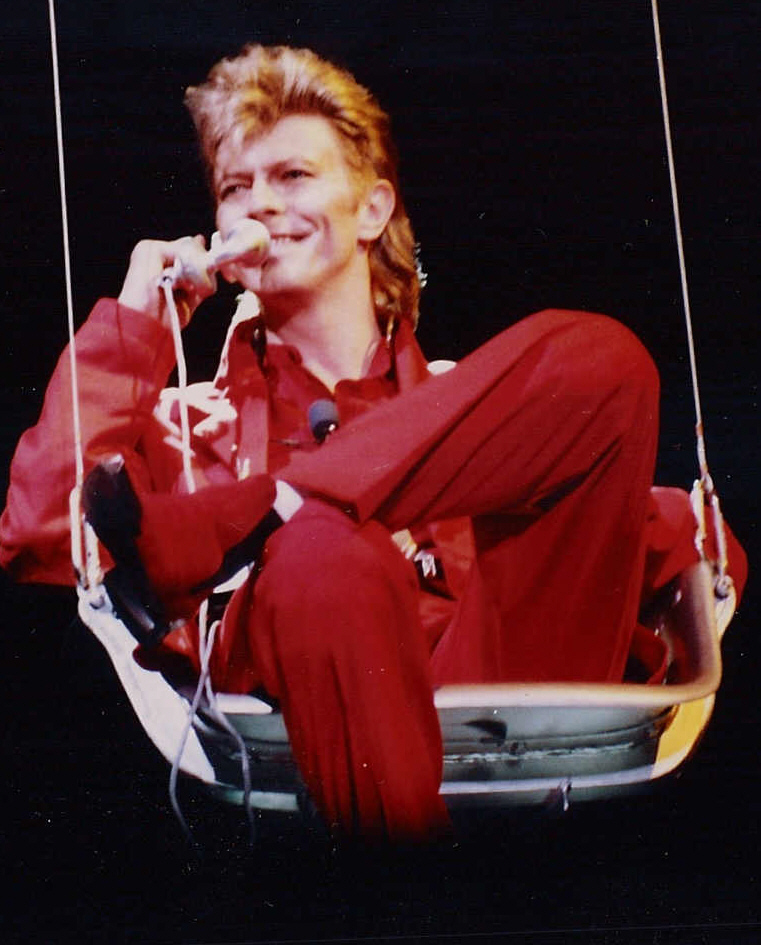
David Bowie, en 1987.

El vídeo musical del sencillo se realizó en Barcelona y el Ampurdán, de forma gratuita, por un colectivo de publicistas denominado RCR.
Por otro lado, «Rompeolas» tendría un duradero recorrido como sintonía de uno de los programas musicales más representativos de la época, el Diario Pop de Radio 3 dirigido por Jesús Ordovás, otro de sus valedores entre la intelligentsia musical del país. Sin embargo en otros casos la evolución de aquel grupo del "nuevo pop" desconcertó a la crítica, que describía su música como "en algunos casos [...] funky y en su mayor parte, bastante inidentificable", sin decidirse sobre su calidad.
1983 fue un año de conciertos por toda España, en el que el grupo llevaba una vida de carretera, lo que inspiraría algunos de sus próximos temas. Radio Futura iba adquiriendo un gran prestigio a nivel popular; manejaban un repertorio que, aunque rechazado por Hispavox para su grabación durante tres años, había sido escuchado por la radio e intensamente rodado en directo. Estando por finalizar su contrato, y tras una actuación especialmente multitudinaria en las fiestas de la Mercé de Barcelona, el grupo inició contactos con una nueva discográfica, Ariola, con la que acabaría llegando a un acuerdo tras la finalización del contrato con Hispavox, lo que supondrá la "liberación" del grupo y la apertura de una nueva etapa creativa.
Todavía con Hispavox y ya en 1983 saldría un nuevo sencillo, «Dance usted», acompañado del instrumental «Tus Pasos». En la cara A se apreciaban las influencias funkys (traídas del Bowie de Let's Dance) que continuarían después en, por ejemplo, «Escuela de calor».

### 1984:La ley del desierto / La ley del mar
En otoño de 1983 Radio Futura llegó a un acuerdo con la casa discográfica Ariola para editar su segundo álbum, La ley del desierto / La ley del mar, grabado en los estudios Doublewtronics de Madrid con la dirección de Jesús Gómez entre diciembre de 1983 y enero de 1984, y mezclado del 1 al 10 de febrero entre Gómez y el grupo y posteriormente lanzado. En realidad, dada la mala experiencia con Hispavox, Radio Futura prefirió no firmar contrato alguno (se acabó firmando para el siguiente disco), y autoprodujo el álbum ("pedimos un estudio barato en que pudiéramos estar un montón de horas y aprender"). En opinión del grupo aquello acabó lastrando el disco por su falta de experiencia y fue la razón principal por la que algunos temas de La ley... han sido regrabados en varias ocasiones.
En todo caso el disco, cuyo repertorio había sido rechazado por Hispavox pero ya era conocido por los seguidores de la banda, se convirtió en un rápido éxito de ventas.
Como su propio nombre indicaba, el LP se dividía en dos partes. La primera, La ley del desierto, de un carácter más punk y metálico, seco y duro; la segunda, La ley del mar, con sonidos más acuosos, inició la senda "latina" de Radio Futura. En los textos incluidos en la carpeta del disco Santiago reflexionaba:

La ley del desierto es el agua. Pero ¿la ley del mar? No es la tierra ni el barco, sino el metal, una temible vibración del espíritu: la voluntad del capitán Ahab, tendida como un arpón hacia delante, la luz del abismo que atrae a los cuerpos [...]
Pero la ley del desierto es aún más implacable. Nadie puede hundirse de una vez por todas en su inmensidad, sino vagar alerta, a la espera de un ruido: la alegría del agua, en pequeñas dosis. Los desiertos son las playas del futuro.

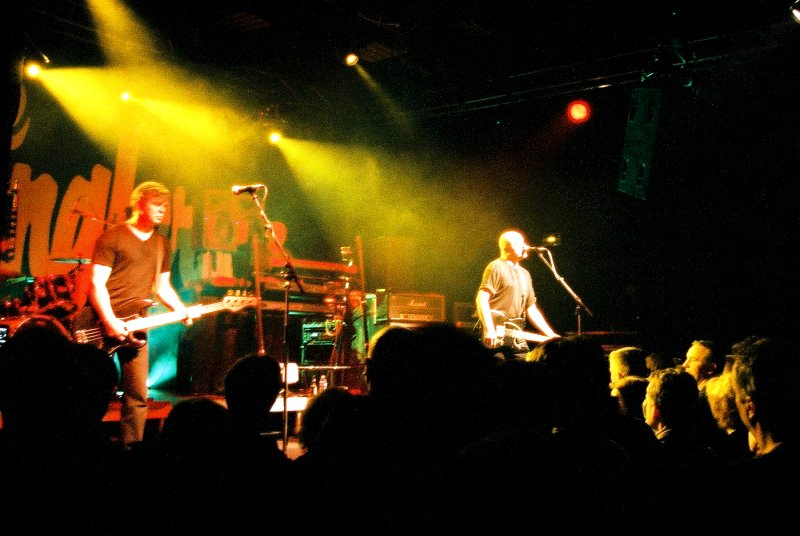
Tras conocerse en una actuación en televisión, Santiago llegó a colaborar con uno de los grupos que influyeron en la primera etapa de Radio Futura, The Stranglers (en la imagen, en 2007).

De esa mezcla de referencias musicales nació el disco que supone la transición entre los primeros trabajos influenciados por la Nueva Ola (con The Stranglers o The Clash como referentes) al incipiente rock latino; en ese paso la influencia de los Talking Heads seguía dejándose notar, como ya lo había hecho en el previo «Dance Usted». Todo ello con el cuidado en las letras propio de 
la banda.
En la primera parte, La ley del desierto, se encontraban esas influencias primigenias, aún latentes: la percusión metálica y electrónica de «Tormenta de arena» o los ecos glam de «Hadaly», hasta dar con el primer atisbo de fusión africana con la por otro lado muy funk «Escuela de Calor», quizá la canción más conocida de Radio Futura.

Con «Escuela de calor» quería meter el castellano en una rítmica afroamericana. En esa época tocábamos con pulsión casi punki, pero queríamos que tuviese una subdivisión funk. Y entre el punk y el funk queríamos que el castellano se expresase con libertad
Santiago Auserón en Rolling Stone.

El videoclip de Escuela de Calor sería realizado como parte de un proyecto del programa televisivo La edad de oro de Paloma Chamorro, que proporcionó los medios para que la propia banda lo realizase, siendo uno de los primeros de la música española.

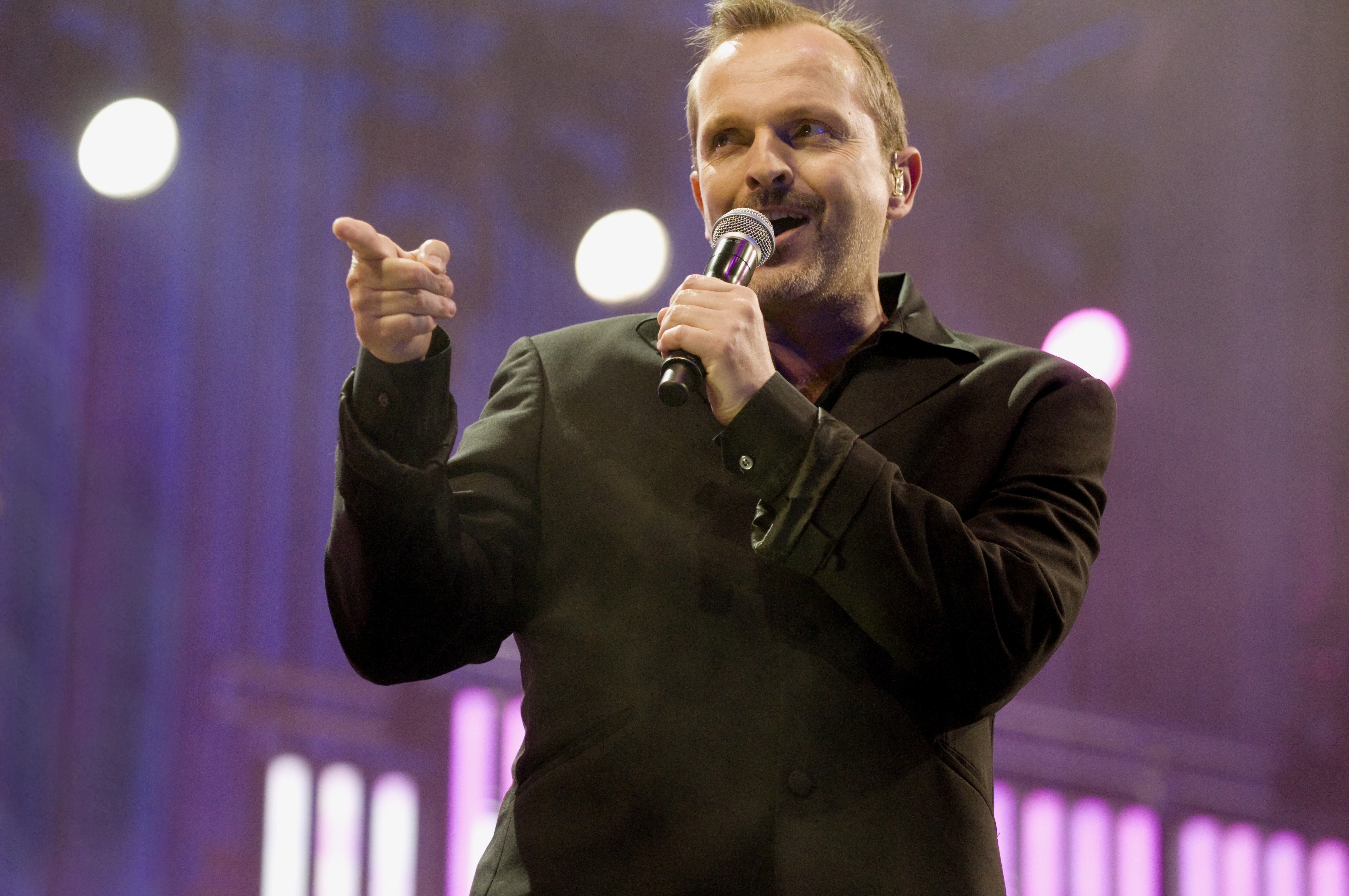
Santiago compuso originalmente «Semilla negra» para Miguel Bosé. Finalmente el cantante (en la imagen, en 2008) acabaría descartándola, pasando así al repertorio de Radio Futura.

En la segunda parte del disco destacaría rotundamente «Semilla negra», que se convirtió en la primera piedra en el camino hacia ese primer rock latino del que la banda sería pionera, y que acabaría influyendo apreciablemente en la producción de pop-rock en castellano en los siguientes años.
Curiosamente, la canción no estaba pensada originalmente para el grupo: además de su trabajo con él, en ocasiones Santiago componía por encargo. Junto a Luis compuso «Semilla negra» para Miguel Bosé, que le pidió que realizara una canción "de estilo moderno". Una vez compuesta, grabada y entregada la maqueta del tema, Bosé lo descartó (en una entrevista de radio en 1998, y sin desvelar el nombre del artista, el grupo bromeaba sobre su supuesta incapacidad para cantarla, dada la voz casi "femenina" de Santiago). Además, Santiago confesó que le daba pena "soltarla", y la llevó al local de ensayo del grupo. El grupo, especialmente Solrac expresó sus dudas: no era el estilo de "estética dura" que estaban buscando, sonaba "un poco... hispanoamericana".

El caso es que fue la primera vez que se habló de... En cuanto me decían que no a algo, sacaba mis armas de filosofía y trataba de convencerles "mira, que yo creo que en el futuro el rock latino, por lógica, tiene que acabar existiendo..."
Santiago Auserón
Entrevista en M-80 Radio, julio de 1998.

"Hablábamos muchísimo de música en la furgoneta, y yo insistía en acercarnos al reggae, al Caribe, Cuba, a esa cosa afroespañola".
Santiago Auserón.

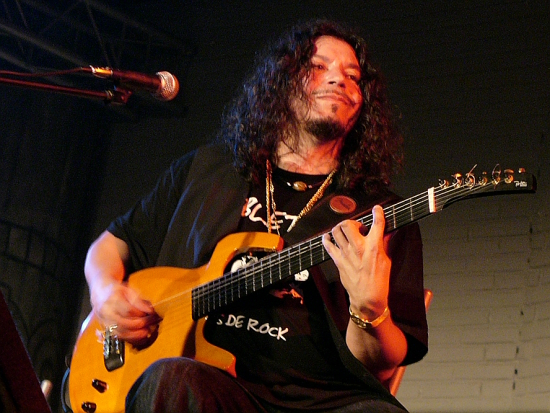
Raimundo Amador participó en la remezcla de «Semilla negra». Esta dio lugar a un sencillo que unía las influencias afrocaribeñas con el flamenco de Amador.

En cuanto a los sencillos extraídos, «Escuela de calor» se lanzaría junto a «Historia de play-back» como cara B. El sencillo alcanzaría pronto el número 1 de ventas. De hecho posteriormente se editaría un maxi-single con cuatro temas: en la cara A las dos versiones de «Escuela de Calor» incluidas en el disco (incluyendo la instrumental), con «Un africano por la Gran Vía» y «Dub» en la B. Este último tema solo sería editado en este maxisencillo y en el formato casete (junto con otro tema no incluido en el vinilo, «Duda»).
También aparecería como sencillo «Semilla negra» (con «En Portugal» como cara B). El tema sería remezclado en Londres junto con el guitarrista y compositor Raimundo Amador, que añadiría a los ritmos caribeños presentes en la versión original su toque flamenco, obteniendo cierta repercusión internacional. La producción corrió a cargo de Joe Dworniak y Duncan Bridgeman; la banda quedó tan satisfecha con su trabajo que conservaría a los productores para su siguiente trabajo. De hecho Dworniak siguió colaborando con el grupo durante años, y en alguna ocasión ha sido descrito por el grupo como un miembro más de Radio Futura.
En 2010 el periodista musical Jesús Ordovás, en su libro "Los discos esenciales del pop español", eligió La ley del desierto / La ley del mar de entre los de Radio Futura.
El año terminó como el anterior. La banda se encerraba, en este caso en una casa en el municipio madrileño de El Escorial a maquetar su siguiente trabajo en pocas semanas; tras la larguísima preparación de La ley..., De un país en llamas nacerá de un proceso creativo mucho más rápido.

### 1985:De un país en llamas
Como La ley del desierto / La ley del mar había sido un álbum con nada menos que tres años de preparación, el grupo se planteaba ahora la realización de un disco con mayor rapidez; tras el encierro para realizar la maqueta del nuevo trabajo y ya en 1985, viajaron a Londres con ocho temas de los que se extrarían seis. Allí se completó la grabación definitiva, con diez temas que, al contrario que hasta el momento, nunca habían tocado todos juntos. Con la firma definitiva con Ariola y la producción de Dworniak y Bridgeman, que habían trabajado con grupos de funk como I Level o Shake Shake, el grupo buscaba un sonido más barroco y elaborado ("los primeros trazos de una lírica hispana envuelta en sonido eléctrico internacional"), compensando de alguna manera el estilo un tanto naif de La ley.... El trabajo se grabó y mezcló en The Music Works Studios y Markus Studios entre febrero y marzo.
El resultado es De un país en llamas, álbum que acabó tendiendo al barroquismo por estar cargado de innovaciones tecnológicas (ecos, golpes metálicos, ruidos); en ocasiones la producción queda por encima del trabajo del grupo. Aun así, su sonido contundente y oscuro y misteriosa atmósfera y sus letras crípticas dieron lugar a un puñado de temas que se encuentran entre los clásicos de la banda («El tonto Simón», «No tocarte», «Han caído los dos»). De hecho, Santiago ha valorado este disco como uno de sus favoritos de esta primera parte de la trayectoria de Radio Futura:

De un país en llamas representa un momento más maduro de nuestro periodo de reflexión sobre el pop-rock europeo
En El País de las Tentaciones, 3/7/1998.

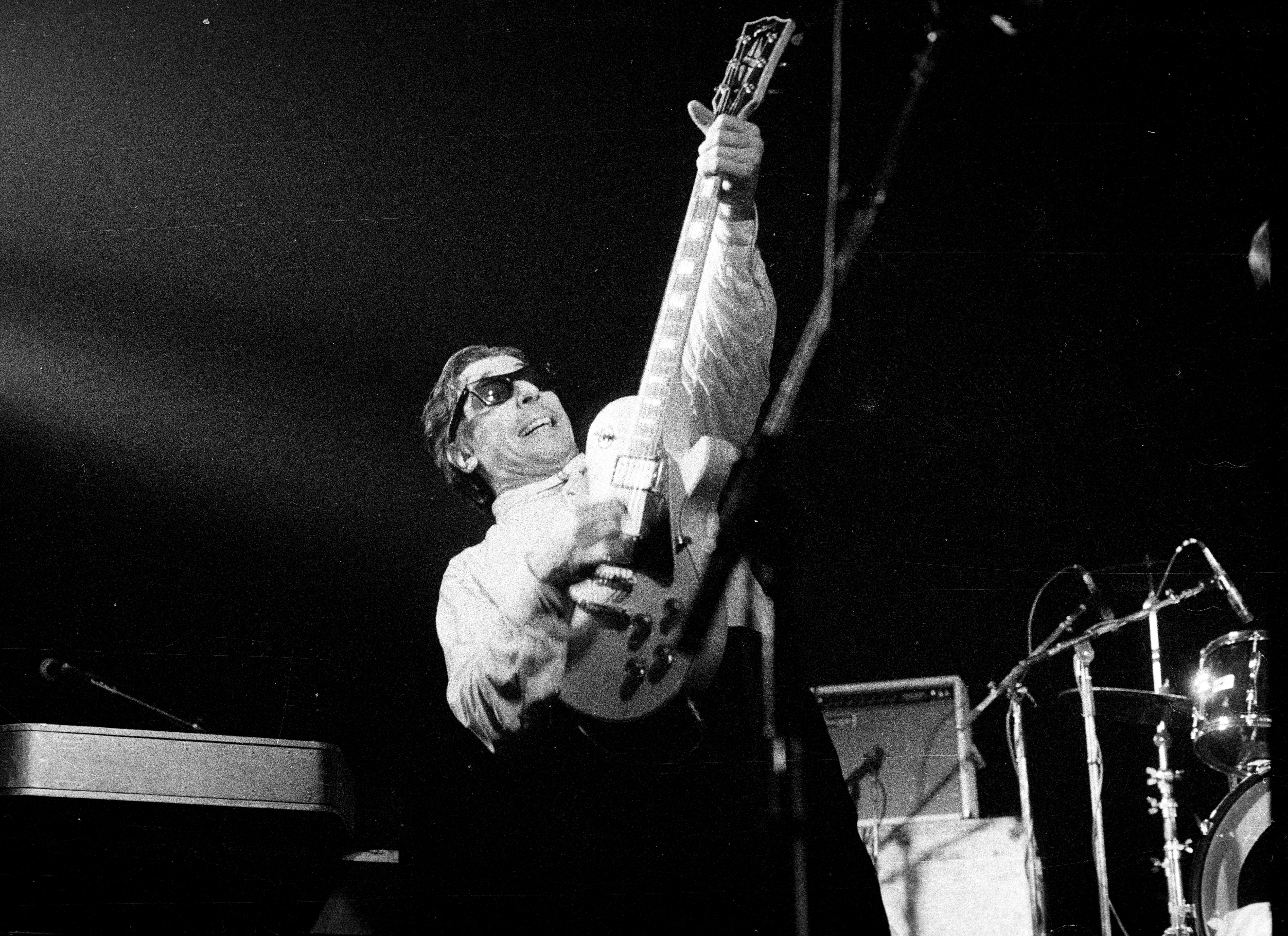
La música de John Cale (en la foto, en 1983), ex de The Velvet Underground influencia al grupo durante esta época. En 2006 Santiago y Luis acreditaron a Cale en la versión de Heartbreak Hotel incluida en Las malas lenguas.

En cuanto a influencias, en el trabajo seguían apreciándose con claridad los aires anglosajones (Talking Heads, Bowie, John Cale), aunque temas como «El tonto Simón» o «El viento de África» ya iban acercándose a las raíces sureñas y latinas. Del álbum se extrajeron como sencillos: «El tonto Simón» (en dos versiones, una con «El viento de África» como cara B y la otra con dos versiones de la propia canción, retituladas "de tarde" y "de madrugada"), «La ciudad interior» / «Un vaso de agua (al enemigo)», «No tocarte» (con «Las líneas de la mano») y «Han caído los dos» / «En alas de la mentira». Además se editó un maxisencillo (que no suele aparecer en las discografías oficiales del grupo) "para uso profesional en discotecas" con cuatro temas: «No tocarte», «La ciudad interior», «En el chino» y «Las líneas de la mano».
Aunque el disco volvió a ser un éxito de ventas, quizá la heterogeneidad con respecto al anterior trabajo y los propios problemas del grupo influyeron en que la gira de ese año fuese algo más corta y menos multitudinaria que la anterior. En mayo cerraron las fiestas de San Isidro en Madrid (el disco se editó ese mismo mes); para entonces ya eran, para la crítica, el grupo más notable del pop nacional. Curiosamente y de cara a dicho concierto se produjo una pequeña polémica con la organización: el Ayuntamiento de Madrid lo había presentado en su información oficial sobre las fiestas como la "presentación" en directo del nuevo álbum; la banda lo desmentía en una carta al diario El País:

Radio Futura [...] no desea hacer ninguna presentación pomposa del nuevo material, [...] reservándose para más adelante la realización de un planteamiento completo de sus nuevas canciones ante el público madrileño, al que le une un particular nivel de entendimiento, y que el grupo tiene especial interés en preservar de toda confusión. El grupo quiere evitar todo exceso de significación forzada en torno a su trabajo y lamenta que el estilo del boom, propio del espectáculo tradicional, tienda a generalizarse en torno al rock, que es un arte que debe quedar a ras de la calle.

Además, la grabación de De un país... traería también tensiones entre los componentes de la formación, lo que redundaría en que el equipo de producción trabajase de un modo autónomo. El disco sirvió para reafirmarles ante el público pero también les planteó definitivamente la necesidad de profesionalizarse al máximo. Además de ello, las tensiones sobre la dirección artística que estaba tomando el grupo acabaron concluyendo en el abandono del grupo del batería, Solrac.

## Quinteto
Aunque iniciara 1986 como un trío (Santiago, Luis, Enrique), Radio Futura tenía como objetivo encontrar un nuevo batería que se complementase más con el bajo y un teclista para dar nuevas texturas a las canciones. Llegó al grupo como baterista Carlos Torero, un todoterreno que a sus veintidós años había pertenecido o colaborado con numerosos artistas y formaciones: Espasmódicos, Ana Curra, Academia Parabüten, La Mode, Inkilinos del 5º, Ciudad Jardín, Mercedes Ferrer y La llave, Polanski y el Ardor o Los Coyotes. Su pertenencia a esta última banda, otra de las pioneras del rock latino, le había permitido familiarizarse con los estilos rumberos que el grupo estaba a punto de convertir en propios. También se incorporó Pedro Navarrete, un teclista de sólida formación clásica decidido a pasarse al rock.
El año 1986 también trajo los ensayos y la grabación de las nuevas maquetas para el próximo trabajo de la banda en los sótanos del edificio de RCA-Ariola de Madrid.

### 1987:La canción de Juan Perro
La actividad del grupo en directo se detuvo durante 1986; en el estudio de RCA-Ariola, con un "equipo extraordinario de grabación" de la década de los 60, Radio Futura reorientaría definitivamente su carrera artística, "depurando el sonido, los arreglos, el nuevo estilo que pretendíamos tener al alcance de la mano".
Una vez tuvieron diez temas listos para grabar, contactaron con el productor Joe Dworniak para grabar una maqueta. A finales de año viajaban a Nueva York para hacer lo opuesto a lo que hicieron en Londres: grabar un disco con la mínima tecnología posible y siempre con sonidos naturales y clásicos. El proceso duró cinco semanas entre noviembre y diciembre, y se realizó en los estudios Sigma Sound de los Talking Heads, en la calle 53. Para introducir los metales y percusión con músicos de sesión de la ciudad, contrataron a Daniel Ponce, percusionista cubano y, como sección de viento, a The Uptown Horns Crispin Cioe, que habían trabajado por aquel entonces con Tom Waits o James Brown. El proceso de grabación se caracterizó por el perfeccionismo de Dworniak, que revisaba los arreglos compás por compás, así como las interpretaciones de cada miembro del grupo.

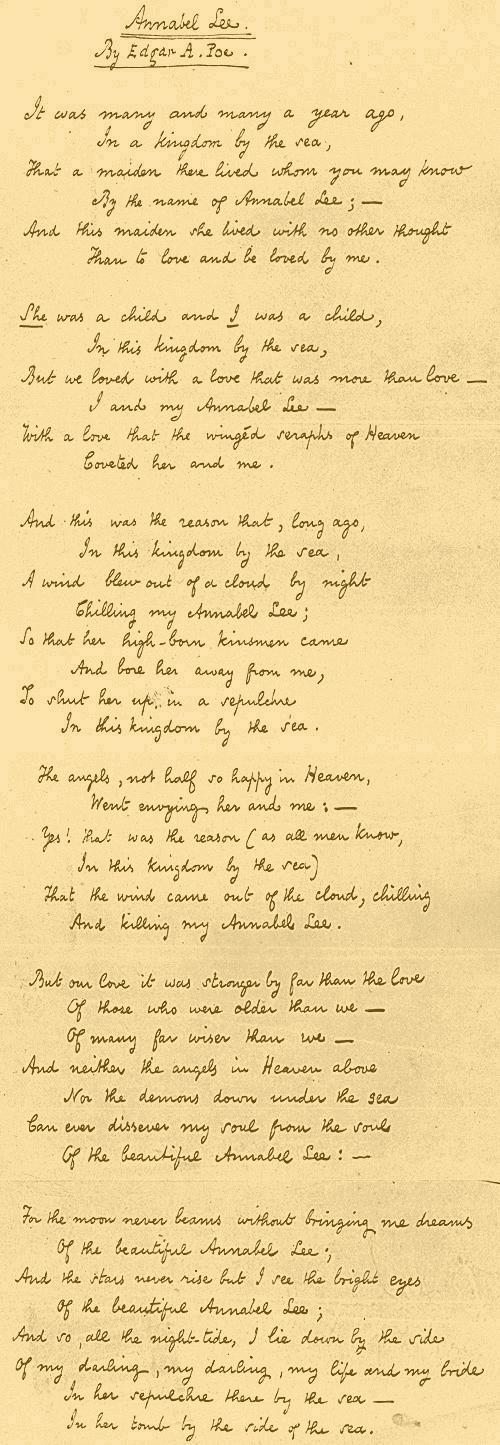
It was many and many a year ago
In a kingdom by the sea
That a maiden there lived whom you may know
By the name of Annabel Lee
Manuscrito del poema original de Poe, inspiración de la canción homónima.

La banda volvió a España con un trabajo sólido y depurado, volcado principalmente en los ritmos caribeños: La canción de Juan Perro se publicaría en 1987. A principios de año se publicó como adelanto el sencillo «37 grados», que llegaría a salir en tres versiones: en maxisencillo, en vinilo de 12 pulgadas con «A cara o cruz» de cara B, y finalmente en 7 pulgadas a 45 rpm, junto con «En un baile de perros».

[La canción de Juan Perro] supuso un punto de inflexión en nuestra carrera. Aprendimos que, si nos empeñábamos, podíamos conseguir lo que imaginábamos y que la música no se acotaba a la frontera de la península ibérica
Kike Sierra, en Rolling Stone

Aunque las ventas acompañaron, consiguiendo cifras similares a las de anteriores trabajos (antes de la salida del siguiente ya se hablaba de más de 150.000 copias vendidas), no compensaba el desembolso realizado para grabar en Nueva York. Además, el nuevo disco no acabó de convencer a la crítica. Sin embargo, el álbum iría ganando su favor con el tiempo y actualmente se reconoce como el mejor de la banda; en 2010 La canción de Juan Perro fue considerado por la revista Rolling Stone como el 4.º mejor disco del rock español. El álbum se establecería como el primer trabajo de rock latino, que iniciaría la senda por la que se encaminaron muchos grupos más tarde; además, supuso el trabajo del que el grupo se ha mostrado más satisfecho, quizá la cima de su inspiración tanto en la música como en los textos.
Las influencias que se dejan notar en el álbum son muy amplias: rumba, salsa («A cara o cruz»), blues («Un hombre de papel»), pop, reggae («La negra flor»), funk, merengue («37 grados»), rock y rythm & blues («En un baile de perros») o hasta jazz. Las letras exploran los temas habituales del grupo (los demonios interiores en «El hombre de papel» o «La mala hora»), abriendo paso a horizontes más centrados en la sabiduría popular o incluso el mundo rural («El canto del gallo», «Luna de agosto», «A cara o cruz», «En un baile de perros»), pero también el mundo urbano («37 grados» o «La negra flor»). Mención aparte merece «Annabel Lee», traducción del poema homónimo de Edgar Allan Poe, con letra de Santiago y música de Luis. No es la única referencia literaria del disco: se ha señalado que la letra de Lluvia del porvenir estaba inspirada en la obra de Juan Rulfo, Pedro Páramo. Santiago hablaba en 1998 del poema original de Poe:

“La sonoridad que tiene el poema de Poe en inglés es prácticamente rockera... cualquier autor contemporáneo podría agarrarla y hacer un rock ácido con ella, bien ácido. Creo que es un ejemplo de claridad, de medida, de sonoridad, que al pasarla al castellano, prácticamente, se conserva. Es de esas letras mágicas que tienen poder musical antes de ponerle música”

Del álbum se extrajeron varios sencillos más. Entre ellos «Annabel Lee» (con «Lluvia del porvenir» como cara B) para el que se realizó un videoclip dentro de las producciones que por aquel entonces realizaba el programa de televisión La bola de cristal. En él Santiago aparecía caracterizado como un noble en su mansión, y Enrique y Luis como los ángeles del cielo y demonios del mar que menciona el poema. En 2006 Rolling Stone elegiría «Annabel Lee» en el puesto número 178.º de las 200 mejores canciones de la historia del pop rock español.
También se editó «El Canto del Gallo», que llevaba como cara B «La mala hora», y que supuso el máximo exponente en el disco de esa veta popular, casi rural que anunciaba «El tonto Simón» y que de algún modo continuaría «Corazón de tiza». Para la promoción del sencillo el artista Max (autor de Peter Pank) realizó un cómic homónimo con guion de Santiago Auserón.
El último sencillo que se editó fue «La negra flor» (con «El hombre de papel» como cara B) un tema que se plantea como un homenaje a la ciudad de Barcelona, con cuyo público el grupo mantenía una relación especialmente buena, y en especial a la conocida Rambla. En la edición como maxisencillo, realizada unos meses después del lanzamiento del álbum y cuando el siguiente ya estaba en preparación, se incluyó como cara B «Paseo con la negra flor», una remezcla que suponía el primer rap de estilo jamaicano en español y que volvería a ser publicada en el siguiente disco de la banda. Rolling Stone elegiría «La negra flor» en el puesto número 96.º de su lista de mejores canciones del pop rock español. Ariola realizó un videoclip del tema para su lanzamiento en América Latina, en el que los miembros del grupo solo aparecían en imágenes intercaladas, actuando en directo.
La canción... fue también el álbum con el que Radio Futura se introdujo en el mercado latinoamericano, especialmente en México. Si bien anteriormente, por parte de algunas emisoras independientes (especialmente ROCK 101), habían sido radiadas en el país azteca canciones de anteriores trabajos, es con este álbum con el que la discográfica pretendía internacionalizar definitivamente la banda. Siguiendo los pasos de los pocos roqueros españoles que por aquel entonces pisaban suelo mexicano (Miguel Ríos, Nacha Pop), el grupo dio el salto a América, con el impulso de locutores como Luis Gerardo Salas de ROCK 101 o el más conocido posteriormente como director de cine Alejandro González Iñárritu, de WFM. El grupo ofreció, entre otros conciertos, dos recitales gratuitos en Monterrey y en el DF. Fue especialmente recordado este último, que se celebró en Hotel de México (hoy World Trade Center), en el que fueron teloneados por Ninot y que estuvo a punto de convertirse en una tragedia: el suelo temblaba fuertemente con los saltos de la gente que abarrotaba la sala, el equipo amenazaba con caerse (la banda tuvo que detener su interpretación en un par de ocasiones) y una parte del público que pretendía entrar tuvo que quedarse fuera por falta de espacio. Aun con el éxito de la presentación, Radio Futura no volvería a México.
El título del disco surgió de una conversación de Santiago Auserón con Ricardo Teixidó, batería de Danza Invisible:

Estábamos una noche de juerga por La Coruña y él me dijo que yo era un Juan Perro, un don nadie sin casa. Me gustó la imagen literaria. Todos somos Juan Perro.

Años después y tras la disolución de Radio Futura, Santiago Auserón tomaría como nombre artístico aquella sugerencia para su carrera en solitario, en la que continúa en activo.

## Sexteto
En el mejor momento artístico del grupo, de nuevo comenzarían los problemas con la formación. Enrique Sierra, que sufría una enfermedad crónica de riñón (que acabaría provocándole la muerte en 2012) sufrió una crisis y hubo de dejar el grupo; fue ingresado en el hospital justo tras el primer concierto de la gira de La canción..., que se celebró en el Pueblo español de Barcelona. El grupo se vio obligado a encontrar un sustituto, por lo que fue probando sucesivamente nuevos guitarristas mientras la gira continuaba. Finalmente el elegido fue Javier Monforte, tras las participaciones temporales previas de Álex Sánchez, antiguo miembro de Lone Star, y Ricardo del Castillo, hermano de Carlos Torero.
En 1988 Enrique Sierra se recuperaba y volvía a la formación, pero se decidió conservar a Javier Monforte como guitarrista; así, Radio Futura quedaba constituida en ese momento por seis miembros. A mitad de temporada se produjo un nuevo cambio en la batería: Carlos Torero fue sustituido por Óscar Quesada.

### 1989:Escueladecalor. El directo de Radio Futura
La gestación del disco en directo de los Futura no estuvo exenta de polémica, así como el resultado final. Mientras algunas fuentes señalan que el grupo trabajaba con la idea de hacer un directo desde hacía tiempo, otras señalan que fue la compañía la que, no habiendo recuperado la inversión realizada en la grabación de Nueva York, propuso esta fórmula. Más allá de cuál fuese el impulso inicial, posteriormente se sucederían otros motivos por los que el disco no supondría un éxito artístico, aunque sí lo fuese en lo comercial.
La idea original era grabar diferentes conciertos durante toda la gira de 1988 para reunir, entresacando de ellos los cortes, el material del álbum. Sin embargo, el elevado coste y la complejidad técnica del proyecto hicieron que se descartase, y únicamente se grabaron, para sondear el sonido buscado, un par de conciertos en Barcelona (entre ellos el de las Fiestas de la Mercé). Con todos los condicionantes descritos, la decisión final fue que fuesen solo los dos últimos conciertos, celebrados el 28 y 29 de octubre en un abarrotado Arena Valencia Auditórium, los que se editasen.
El concierto del viernes, según las crónicas, fue más tenso y lineal, y en el del sábado el grupo se encontraba más cómodo. Aun así, Santiago se mostró poco convencido con su voz en ambas tomas (sufría una leve ronquera). En todo caso, en las sesiones de escucha posteriores se valoró la posibilidad de pasar de un disco sencillo con doce temas, como era la idea original, a uno doble incluyendo hasta dieciocho cortes. La decisión final, editar un disco doble únicamente con once temas en una maniobra comercial que encarecía el producto, sería una de las polémicas que acompañaría al disco.
La otra sería la referida a los arreglos de estudio del álbum. El sonido fue reprocesado en los estudios Eurosonic de Madrid y mezclado y producido por el propio grupo. La opinión de parte de crítica y público, cuando el disco fue finalmente editado, apuntaba a que el paso por los estudios había desvirtuado innecesariamente la frescura y naturalidad de los directos de Radio Futura, extremo reconocido con el tiempo por Santiago Auserón:

P: En octubre se van a cumplir 20 años de que Radio Futura actuó en el Auditorio Arena, de Valencia (lo que fundamentó el álbum Escuela de calor). ¿Qué recuerdas de esas noches? ¿Te gusta ese disco? ¿Coincides en que fue retocado demasiado y perdió naturalidad?

R: Es cierto que no tiene la misma temperatura que el directo de entonces, debido a la grabación y a algunos retoques, quizá excesivos. Pese a todo, me parece un disco aceptablemente caliente y verídico. Contiene algunos de los mejores registros de ciertas canciones. En la última edición de la Caja de RF, quitamos Semilla Negra, que era un horror, y pusimos la versión de Annabel Lee de esa misma noche, que está bien sin retoque alguno. En adelante el disco se debe reeditar ya con ese cambio.

Con el título de Escueladecalor. El directo de Radio Futura, el disco salió al mercado a principios de 1989. Las ventas respondieron, y dieron un respiro a la compañía de discos. Únicamente se extrajeron dos sencillos: «Escuela de calor» (con «En el Chino» como cara B) y «Han caído los dos».
Por otro lado y en lo artístico, el grupo concebía el disco en directo como el final del "período de aprendizaje" de Radio Futura:

Hasta hoy Radio Futura ha significado un aprendizaje. Nos hemos tenido que hacer como músicos y como creadores, y el público ha tenido la paciencia de soportarlo. Una vez realizada nuestra fase de maduración y antes de empezar a sentirnos mayores, nos gustaría introducir de nuevo en nuestro trabajo algo más de riesgo y frescura. Queremos reinvertir en un horizonte artístico, no asegurarnos el retiro.
Santiago Auserón.

## Últimos trabajos
Pese a sus declaradas intenciones, lo cierto era que Radio Futura ya había entregado la parte más determinante de su catálogo, del que solo resta hasta su separación un trabajo con material nuevo y otro de remezclas. Mientras tanto, en 1989 el grupo giraba por toda España en su décimo aniversario. En primavera comenzaron las grabaciones del siguiente trabajo, pero este ha de ser aplazado cuando Enrique Sierra vuelve a enfermar: un derrame cerebral le dejaba temporalmente semiparalizado un brazo. Sierra fue sustituido por Ollie Halsall (guitarrista de la «escuela de Canterbury», habitual en las grabaciones de Kevin Ayers).
El grupo volvía a la carretera a seguir girando con la aportación de Halsall, aún sin los problemas de drogadicción que le conducirían a la muerte en 1992; se incorporaron al repertorio versiones de los "maestros negros": clásicos del reggae como «Soul shakedown party» de Bob Marley, del funk de James Brown o del soul: «I heard it through the grapevine» de Marvin Gaye (que sería recuperada años después para el proyecto conjunto de Luis y Santiago Las malas lenguas) o «Sitting on the dock of the bay» de Otis Redding (que sería editada en el disco de Rarezas de 1993). Como ya ocurriera con las canciones de La ley del desierto / La ley del mar, la gira sirvió también para ir rodando las que serían canciones del próximo disco.
El 9 de marzo de 1989 tuvo lugar un concierto un tanto especial: en la fiesta de Diario Pop de Radio 3 y por una noche, Radio Futura y El Último de la Fila se unieron para formar un grupo al que bautizaron Los Peatones, y que interpretaría cuatro temas: «La vida en la frontera», «Insurrección», «La noche del hawaiano» (del rumbero Peret) y «No me puedo controlar» («I can't control myself», versión en español del original de The Troggs). Dicha colaboración sería recogida en un disco "pirata" de El Último de la Fila, Fragmentos.

### 1990:Veneno en la piel

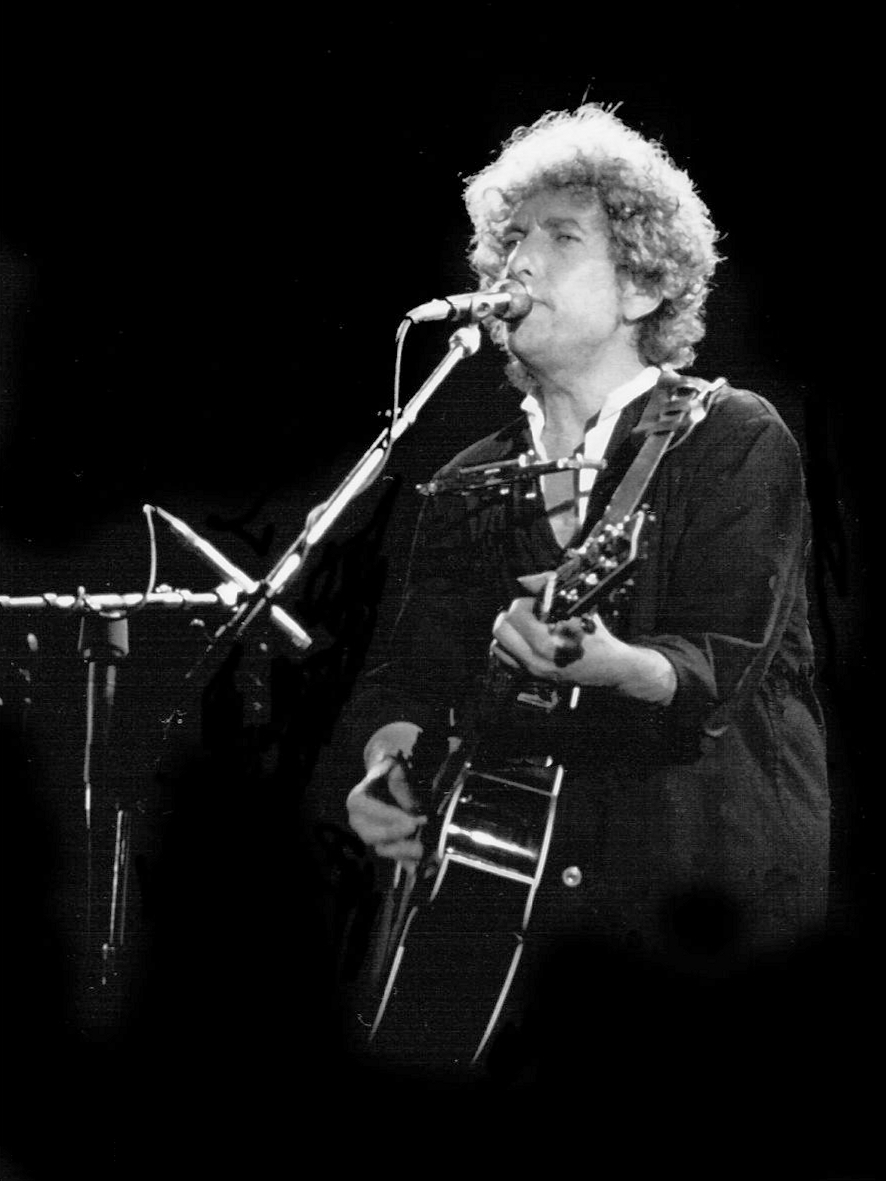
Bob Dylan (en la imagen en Barcelona en 1984), una de las influencias declaradas de Veneno en la piel.

Radio Futura volvió al estudio en noviembre con Enrique recuperado; en enero de 1990 se realizaron las remezclas. El nuevo disco de estudio se llamó Veneno en la piel y se lanzaba en marzo. Para su grabación se buscó, una vez más, una nueva formación que arropase al trío principal, y que incluía a Ollie Halsall y a Antonio Moreno "El Tacita" (reputado músico en multitud de producciones del pujante nuevo flamenco) a la batería. Abandonando los teclados y dando más protagonismo a los sonidos acústicos, Radio Futura se proponía grabar con un sonido limpio y claro, "buscando una sónica sencilla y tratando de recuperar el magnetismo de las grabaciones originales de los sesenta", recuperando "planteamientos artesanales del sonido eléctrico. Tal vez no haya riesgos de trapecio pero hay un propósito de sencillez [...] Lo sencillo es lo más difícil". Santiago explicaba en la rueda de prensa de presentación que Enrique y Luis se habían dedicado durante al grabación al análisis electrónico de los temas, mientras él había trabajado directamente con la guitarra, con las estructuras y las líneas melódicas.

Hemos estado reestudiando todo el soul, el reggae y toda la aportación del Bob Dylan músico. Estos tres elementos son los pivotes fundamentales sobre los que descansa Veneno en la piel, independientemente, claro, de la influencia de la música latina.
Santiago Auserón, en la presentación del disco.

Pronto el primer sencillo del disco, «Veneno en la piel» alcanzó el número uno en las listas de ventas. El propio álbum también lo consiguió, siendo el primero y único que lo hizo de toda su discografía.
El álbum, en el apartado artístico, no estaba a la altura de anteriores trabajos. Intentaba en cierto modo recuperar los sonidos de «Semilla negra», pero termina transmitiendo cierta sensación de desorientación. El problema principal, en todo caso, es que las canciones no le hacían justicia a la carrera musical del grupo, mostrando en ocasiones rasgos "comerciales" bastante alejados de su devenir hasta ese momento. Sin embargo en el apartado comercial fue exitoso, y canciones como «Veneno en la piel» o «Corazón de tiza» sonaron continuamente ese verano.
Del disco se extrajeron como sencillos «Condena del amor» con «Imagen pública» como cara B, «Corazón de tiza», a la que acompañaba como cara B «La ronda del colgado», una canción que no aparecía en el disco (y que también tendría una versión acompañada por «Radar», y cuya ilustración de portada realizó de nuevo Max), «El amigo desconocido» con «Si me dejas solo» de cara B, además de la canción que daba título al disco.
La gira promocional del álbum se realizó ese verano con un cambio en la formación, entrando Antonio Vázquez por Antonio Moreno en la percusión. Se trató del tour más elaborado, debido a que el grupo contaba ya con muchos más medios, entre ellos la participación de técnicos que habían trabajado con los Rolling Stones. En ella los Futura pretendían apostar, cuando presentaron el disco, por las grandes convocatorias "pero de una forma relajada, esquivando el gran circo del rock and roll y seleccionando las capacidades". Sin embargo no pudieron evitar tener que tocar en los recintos más grandes (la Monumental de Barcelona, Las Ventas en Madrid), lo que les disgustó un tanto. En todo caso, sus presentaciones fueron un éxito de crítica, y sobre todo de público.

A pesar de las apreturas, a pesar de que el sonido no llegó a ser completamente bueno, el poder de comunicación exhibido por la banda fue demoledor. Impresionaba oír coreadas unas canciones en castellano por miles de personas [...] Impresionaba pensar que, hoy por hoy, para algunos grupos españoles, llenar un aforo de veinte mil personas no es un sueño, sino una realidad.
Manuel de la Fuente, crítica en ABC sobre el concierto en la Plaza de las Ventas del 25 de septiembre de 1990.

Se trataba de la cuarta gira en cuatro años, y a la postre se convertiría en la última. Realizaron un total de treinta y seis actuaciones en dos meses, recuperando para su repertorio en directo canciones como «Un africano por la Gran Vía», «La vida en la frontera», «Interferencias» o «Rompeolas». Cinco días después del concierto de Las Ventas, el 30 de septiembre de 1990, Radio Futura se subió por última vez a un escenario en Las Rozas de Madrid, Madrid, tras haber ofrecido 439 conciertos en once años.

### La separación
Algunos detalles del ambiente que rodeaba a Radio Futura en esta última gira, enumerados en la página oficial del grupo, ayudan a enmarcar la decisión de la separación:

Las ventas se duplican. El aparato de seguridad en los conciertos se complica. Hay que duplicar también el equipo de sonido en directo, que pese a todo apenas alcanza a cubrir el griterío. El público multitudinario empieza a tener otro talante, menos cercano a la estética del grupo. El título del disco aparece en las vallas de publicidad, anunciando una marca de ropa, sin consentimiento alguno. El promotor del concierto de Las Ventas de Madrid huye con el maletín del dinero. Algo en la sociedad española está cambiando de signo otra vez, pero ahora en un sentido menos favorable a la creación. Antes del final de la gira, fatigado por el exceso de tensiones, el grupo decide disolverse.

Dicho ambiente acabó por hacerse irrespirable para el grupo, que denunció a la empresa Don Algodón por utilizar «Veneno en la piel» con fines publicitarios (en la nota que envían a la prensa se destacaba precisamente que la canción "es una denuncia del consumismo y un aviso contra la intoxicación de las imágenes publicitarias, que tienden a servirse del lenguaje de los jóvenes y a invadir sus medios culturales, particularmente el musical"). En una entrevista en El País de las Tentaciones en 1998, Santiago afirmaba:

El ambiente era muy tenso, y la enfermedad de Enrique hacía muy difícil tocar y hacer giras. La cosa se mantuvo durante unos años porque había buen rollo. Nosotros tocábamos muy poquito, pero a base de empecinamiento llegamos a sonar como las bandas internacionales. Ese fue el mérito de Radio Futura, pero costaba mucho curro, y cuando se empezaron a multiplicar las dificultades, todo el mundo llevándose la pasta por todos los lados… estallaron los nervios. Entonces nos miramos y dijimos: ¿Estamos vivos? ¿Qué hacemos después de esto? Hay que parar, esto se nos come.

Una vez más, en palabras de Santiago Auserón:

"Nos hartamos de ver walkie-talkies en los pasillos, corbatas llenas de farlopa, sonrisas de pilladores..."

En todo caso, los intereses artísticos de los miembros, tras una década juntos, también diferían. En 2011 Luis Auserón contaba en una entrevista:

P:Siempre me pregunté por su disolución [de Radio Futura]. Por lo general, los grupos se rompen o bien por malas relaciones internas o porque se cierra su ciclo. En su caso, con ‘Veneno en la piel’, que no era el mejor disco de Radio Futura, pero era un buen disco, aún estábais en forma  y teníais cosa que decir, ¿por qué realmente se rompió?

R:Estirar la carrera de un grupo mas allá de lo que da de manera natural, suele suceder  por razones de negocios. Diez años suelen ser suficientes para desarrollar un proyecto. Es inevitable que después de ese periodo los intereses artísticos sean divergentes.

Sin embargo, la separación oficial, debido a compromisos con la discográfica, se retrasó hasta mayo de 1992. En el comunicado que Sierra y los Auserón mandaron entonces a la prensa se afirmaba que "la propia historia y evolución del grupo aconsejan este paso, ya que, de seguir esta formación, los pasos inmediatos nos conducirían inevitablemente a un crecimiento incontrolado, que nos alejaría de la creación artística".
Hasta ese momento, aún habían de entregar un disco más como parte de su contrato con BMG-Ariola, principalmente de remezclas de temas antiguos.

### Últimos compromisos con la discográfica. 1992:Tierra para bailar

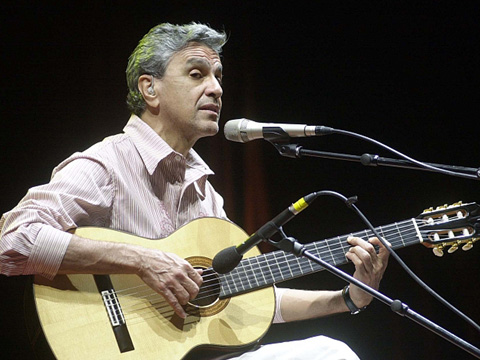
Caetano Veloso, autor de «Tierra», que versionó Radio Futura para Tierra para bailar.

La banda, al estar sujeta a compromisos con la casa discográfica, debía permanecer unida. Sin embargo, durante el año 1991 no hubo gira, y Santiago Auserón comenzó a colaborar con Kiko Veneno. El productor Dworniak les sugirió, para resolver la situación, realizar un disco de remezclas de canciones ya editadas. El trío aceptó y en 1992 se publicó Tierra para bailar, álbum en el que realizaron nuevas versiones de temas antiguos, junto con un tema nuevo, «El puente azul», y una versión de un tema de Caetano Veloso, «Tierra». Cabe destacar que los discos de remezclas no eran nada habituales en la época. Se incluyeron únicamente ocho temas; de los seis que ya formaban parte del repertorio de la banda y que se versionan hacia ritmos más "bailables", la más experimental resultaba «Escuela de calor», retitulada «The school of heat» y volcada, aún más que el original, hacia el funk.
Prácticamente todos los temas se extrajeron como sencillos: «El puente azul» junto con «El tonto Simón», «Semilla negra» con «Paseo con la negra flor» como cara B, «The school of heat» y finalmente «Tierra» junto con «Corazón de tiza». Se realizaron dos videoclips, uno para «Semilla negra» en el que el grupo aparecía brevemente y otro, en este caso de animación, para «Tierra», en otra de las colaboraciones del grupo con Max.
Con este disco se puso fin al contrato que Radio Futura tenía con Ariola y supone también por tanto el fin de la propia banda.

### 1992:Rarezas
Aún se realizaría un nuevo disco con material original de la banda, editado ese mismo año pero no de forma independiente. A finales de 1992 Ariola puso a la venta una caja con todos los álbumes del grupo en compacto, un formato en que la mayoría no habían sido editados. Además, se incluía un disco extra titulado Rarezas, con el que se agotaba la práctica totalidad del material disponible en la discográfica.
Rarezas incluía quince canciones de origen diverso: temas inéditos («English for animals», «La casa del amor» o «Noche de fuego», que sería recuperada y finalmente editada por Juan Perro para su disco de 1997 La huella sonora), grabaciones en directo de temas de la banda que fueron descartadas para su inclusión en Escueladecalor («La noche en la frontera 2», «Annabel Lee»), versiones en inglés («The spy», original de Jim Morrison o «Sitting on the dock of the bay» de Otis Redding), incluso una versión de un tema musicado en su día por Santiago y que ya habían editado Las Chinas en 1980, «Amor en frío», con el aire de los primeros tiempos del grupo.

## Tras la separación

### 1998:Memoria del porvenir
En 1998, seis años después de su disolución definitiva, se publicó un nuevo trabajo titulado Memoria del porvenir en el que se incluían nuevas versiones de los temas más clásicos de la banda. La portada es realizada de nuevo por Max. Como sencillos se editarán «Escuela de calor», «La estatua del jardín botánico» y «Semilla negra».
Aunque la edición del disco desató inmediatos rumores sobre la reaparición del grupo, sus miembros desecharon una vez más esa posibilidad, decisión que nunca revisarían.

P: Dadme un buen motivo para que no pueda haber unos conciertos de Radio Futura. Al menos una minigira, algo, un conmemorativo.

RF:  Yo creo que por respeto a los fans no debemos montar ninguna operación que no parta de una necesidad tan fundada en nuestros sentimientos compartidos como ha sido fundado todo el trabajo que hemos entregado de Radio Futura. Es decir, ahora mismo sería una operación artificial que estaría muy condicionada por propuestas comerciales. Se nos ha planteado la ocasión tantas veces y con condicionantes tan fuertes, casi ya con dinero sobre la mesa, que no, que está excesivamente condicionado, no parte del mismo sentimiento que nos ha llevado a hacer un disco o una gira en años anteriores. No sería muy sincero por nuestra parte.

### 2003: Caja de canciones
En 2003 salió a la venta, con el nombre de Caja de canciones, una caja con seis de los álbumes del grupo en edición mini-LP, con algunas modificaciones en dos de los trabajos (en Escueladecalor... se sustituye «Semilla Negra» por «Annabel Lee», y Tierra para bailar se reestructuró, añadiendo las versiones de «Escuela de Calor» y «La estatua del jardín botánico» realizadas para Memoria del Porvenir, así como sustituyendo la versión de «Paseo con la negra flor» por la de ese mismo álbum y suprimiendo la remezcla de «Dance usted»). Se incluía un libreto con las letras de las canciones y los datos de cada disco.

### 2004:Paisajes eléctricos
En 2004 se editó una recopilación llamada Lo mejor de Radio Futura: Paisajes eléctricos (1982-1992) con dos discos de música con los principales temas del grupo ordenados cronológicamene y, como principal aportación del recopilatorio, un DVD con todos los videoclips y nueve actuaciones en TVE. Además se incluyó la discografía oficial y el cómic que Max realizase para «El canto del gallo».

### La banda
- Santiago Auserón:

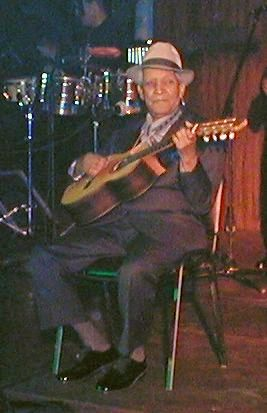
La carrera de Juan Perro ha estado íntimamente unida al son cubano. En la imagen, Compay Segundo.

Auserón siguió experimentando, en su carrera en solitario como compositor, cantante y productor, con multitud de estilos: son cubano, rock clásico, blues, soul o jazz.
En 1993 dio a conocer su nuevo proyecto musical, Juan Perro, en la gira Kiko Veneno y Juan Perro vienen dando el cante. En 1995 grabó en La Habana el álbum Raíces al viento. Le seguirían La huella sonora (1997), Mr. Hambre (2000), Cantares de vela (2002) y Río Negro (2011). Como productor realizó la recopilación de música tradicional cubana Semilla del Son (cinco álbumes, publicados entre 1991 y 1992), de amplia repercusión y que supondría la puerta al mercado musical español de figuras del son como Compay Segundo. En 1996 también produjo la Antología del músico cubano.
Ha colaborado con su hermano Luis en varias ocasiones: coprodujo su segundo disco en solitario, El caos y el orden (1997), y en 2006 ambos grabaron Las Malas Lenguas, colección de versiones en español de temas clásicos del rock y el soul. Junto a la Original Jazz Orquestra del Taller de Músics de Barcelona desarrolló entre 2005 y 2007 el espectáculo Canciones de Santiago Auserón, con un repertorio que incluía versiones de Radio Futura.
En 2011 recibió el Premio Nacional de las Músicas Actuales que concede el Ministerio de Cultura español. En 2012 publicó el ensayo El ritmo perdido. Sobre el influjo negro en la canción española, ganador del Premio Cálamo. 
- Luis Auserón:

Además de su trabajo como productor, nunca interrumpido, editó dos discos en solitario en 1994 y 1997: En la cabeza y El caos y el orden. En 1999 y junto a Enrique Sierra y Pilar Román fundó Klub, grupo que editó un único disco homónimo. Tras Las malas lenguas, en 2008 publicó disco con un nuevo grupo, Amantes del Eco. En 2009 retomaba su carrera en solitario, esta vez cantando en inglés, con Rubbish Garage Junk Punk que continuaría en 2011 con I've lost control again.
- Enrique Sierra:

En 1995 publicó su primer álbum en solitario, Mentiras, producido junto a Joe Dworniak. Giró como Enrique Sierra y los Ventiladores por toda España. En 1997 se integraba en Klub.
Como ingeniero de sonido ganó dos Grammy Latinos en 2002 y 2004, por sendos álbumes de Rosario Flores, Muchas Flores y Mil Colores.
Enrique falleció el 17 de febrero de 2012 en Madrid, a la edad de cincuenta y cinco años, por problemas derivados de su larga enfermedad renal.

### La muerte de Sierra
Con la muerte de Enrique Sierra se desvanecieron (si alguna vez las hubo) las posibilidades de un retorno de Radio Futura. Tras el deceso, los medios de comunicación se hicieron amplio eco de la importancia de su figura como "personaje clave de la Movida" o "pilar de la innovación musical de los ochenta", destacando su pericia con la guitarra eléctrica y su imaginación creativa.
El reconocimiento también vino por parte de sus excompañeros, que destacaron su condición de indispensable tanto en la formación del grupo, al ser el único miembro con experiencia musical previa y una calidad técnica que los demás aún no alcanzaban, como para ser amalgama y sostén del resto y definir el sonido de la banda.

Sin cuentos y al desnudo, fue para nosotros el catalizador del sonido eléctrico de Madrid. Tocar a su lado te contagiaba, te permitía sumarte a la corriente de la ciudad. Ejercía de madrileño con una especie de señorío llano, sin necesidad de aparentar casticismo. Su humor fino e inteligente nos hizo desear ser también hijos del Foro.
Santiago Auserón

Era mi maestro. Me enseñó a tocar mis primeras notas. Era lo más grande. Mucho más que nosotros, que no éramos más que unos asesores estilísticos. Dos cantantes, uno que no sabía tocar, que era yo.

De hecho yo estaba a punto de irme cuando Herminio [...] nos fijó un lunes. "He estado en el Rastro, me he encontrado con Kike Sierra y me ha dicho que sí." "¡Ya está!", pensé. ¡Si venía Kike estábamos salvados!. Con Kike Sierra todo empezó a funcionar.
Luis Auserón

## El legado de Radio Futura

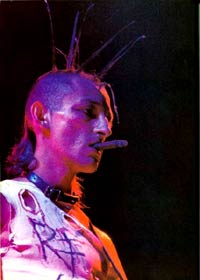
Guitarristas, españolas pop.

### La parteteórica: hacia un rock en español
Radio Futura no era solo uno de los grupos de mayor impacto de toda una década pródiga en cambios, sino uno de los pocos, si no el único, con conciencia teórica de lo que estaba haciendo
Jenaro Talens.

El trabajo de Radio Futura, ya se ha dicho, ejerció y sigue ejerciendo una fuerte influencia como precursor de posteriores líneas estilísticas en la música rock en español.
En primer lugar, la originalidad de la propuesta del grupo, específicamente de Santiago Auserón, se basaba en el trabajo sobre la musicalidad del español, lengua alejada de los patrones idiomáticos del idioma del rock, el inglés. El objetivo era conseguir que una lengua de base polisilábica como la castellana y unos patrones rítmicos monosilábicos procedentes del rock anglosajón pudiesen acomodarse y fluir de un modo natural.

Pregunta: Intelectualizar tanto, ¿no conduce a un alejamiento entre la música y el cuerpo?

Respuesta (Santiago): Necesitamos planteamos las cosas para saber qué es lo que hay, pero nuestro objetivo no es fundar una escuela ni especular con la información. ¿Que por qué le damos tantas vueltas a las cosas? Pues porque para llegar a interpretar sanamente un rock tienes que pasar por todo esto
La Vanguardia, 27/9/1989.

Se buscaba que las canciones tengan "una identidad propia y sean algo más que la traslación de los esquemas propios de la tradición anglosajona". En esa búsqueda el idioma castellano encuentra sus propias fronteras en la comunicación con las tradiciones latinoamericanas, lo que acabará dando lugar a ese primer intento de rock latino. En ese sentido, se ha señalado que los Futura construyeron un sonido propio a partir de la unión de varias ramas de la música popular, entre ellas el rock pero sin olvidar las raíces africanas, el son cubano o la propia canción de autor española, así como otros elementos que, en el contexto de apertura al exterior que suponía la recientemente obtenida democracia, combatían las anteriores fronteras culturales autárquicas.

### Absorción por la industria musical e influencia en la misma
La movida de los años ochenta representa el acceso de los hijos de las clases trabajadoras a la cultura, a sus medios de producción y difusión, por primera vez en la historia de España.
Santiago Auserón

La historia de Radio Futura es también, como no podría ser de otro modo, la de la sociedad española en la que nació, se desarrolló y finalmente murió. La Transición y la simultánea y posterior Movida provocaban un "reconocimiento como propio de una actividad cultural hasta entonces sumergida", y apoyándose en él los Futura pretendieron dotar de una madurez al rock que lo introdujese en la tradición hispana y lo convirtiera en un folclor propio, que tomase el lugar de la tradición musical previa que había sido utilizada de modo caricaturesco y paródico: "El rock es nuestra base, el folclor que nos faltó. A partir de ahora tenemos que diseñar nuestra propia música" (Santiago Auserón, 1989). Con una vocación, eso sí, comercial, en busca de un público amplio ("no queríamos quedarnos a un nivel marginal, ni mucho menos", Luis Auserón, 1980).

Aquella noche sentimos, de nuevo, la asfixia de estar entre gentes encerradas en sus formas de conciencia, sufrimos sus manotazos torpes, cortándonos las alas. Tuvimos un momento de duda, un asomo de miedo. Nos aterró el fantasma de nuevas generaciones de embrutecidos satisfechos, que acabarían con nosotros como una moda.
Corazones Automáticos, en 1978

Las palabras del colectivo Corazones Automáticos, del que formaban parte los hermanos Auserón, señalaban ya antes del nacimiento del grupo una de las razones de su agotamiento una docena de años después. Parte del esfuerzo creativo de sus componentes se desperdicia, digerido por una industria musical que giró progresivamente de la espontaneidad de los primeros años a la artificiosidad y hasta al supuesto enfrentamiento entre "super-grupos" en un contexto consumista. Ante esa tesitura, los miembros del grupo prefirieron dar por finalizada su etapa en común y continuar sus carreras en solitario, rastreando, especialmente en el caso de Santiago, las pistas que había ido siguiendo Radio Futura desde sus comienzos. Con una vocación, en este caso, más minoritaria y alejada de los circuitos mainstream.
En este sentido, y en cuanto al poso dejado en la industria musical española por ellos mismos y por el resto de grupos contemporáneos de los años 80, Radio Futura se han mostrado repetidas veces decepcionados:

Desdichadamente, en los últimos tiempos se ha abandonado el terreno ganado, se han malvendido los avances de los años ochenta. [...]

La sociedad promueve que lo más cómodo es pasar por el aro. Ni los medios de comunicación ni la industria especializada asumen el riesgo. En los ochenta pasamos por la etapa del destape cultural: el rock era una novedad aceptable y una consigna social asumida tras años de estar en el underground. Lo triste es que el rock fue absorbido por la industria publicitaria. Había dinero fácil y todo se pervirtió. Así que ahora te dicen impunemente en la discográficas que no van a apostar por tu disco si no se consigue que una canción suene en algún anuncio. Es una aberración total.
El País, 7/9/1998.

### La herencia musical
En todo caso el legado y la influencia del grupo se deja sentir en una parte apreciable de la producción musical en español; de algún modo se ha convertido en una de las bandas por antonomasia de la música popular en dicho idioma, con numerosas bandas o solistas que los citan como referentes. Tanto de entre los que compartieron momento musical como de los que surgieron posteriormente: Glutamato Ye-yé, Danza Invisible, Amaral, Estopa, Pony Bravo, El Guincho, El canto del loco (que derivan su propio nombre de «El canto del gallo»), Pereza, Enrique Bunbury (que además de su versión de «Annabel Lee» para Arde la calle... ha tocado en sus directos «Han caído los dos»), Pignoise, Fito y Fitipaldis, Andrés Calamaro ("Actualmente no existe una inquietud académica y sofisticada como la que ellos tenían") o Rosario Flores ("Radio Futura [ayudó] a que muchos flamencos nos diéramos cuenta de que se podía mezclar la raza y la música del momento").

## Diseño e imagen: portadas, fotografía, vestuario, videoclips

### Primeros años

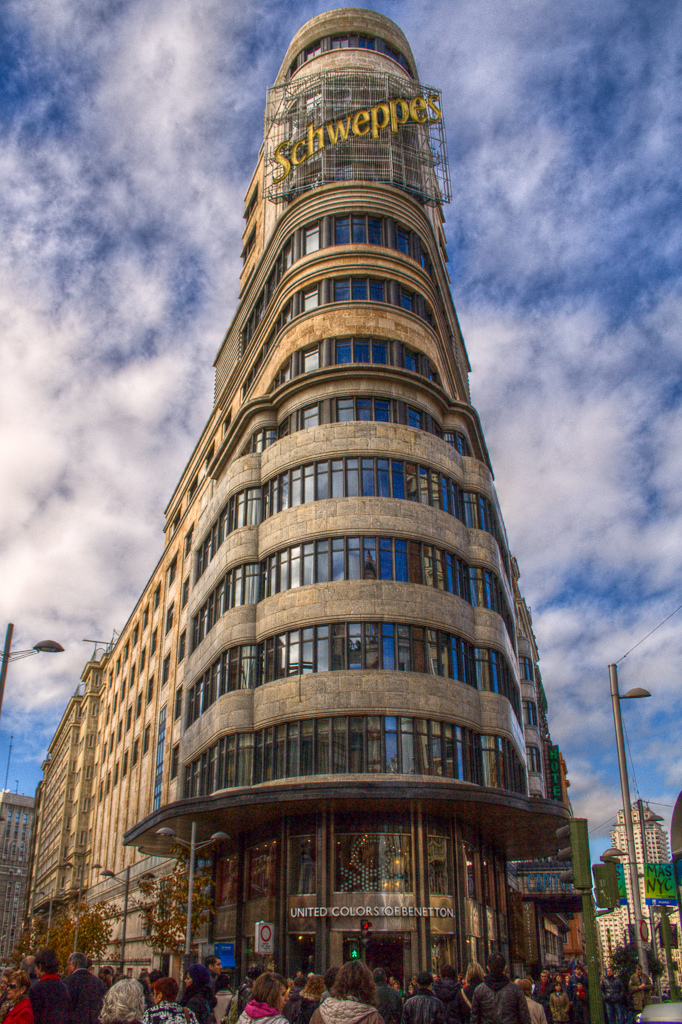
Un brazo sujeta un arco con una flecha que apunta al edificio Carrión (Madrid, en la imagen) en la portada de «Escuela de calor». Como curiosidad, la foto del sencillo es anterior a la colocación del anuncio luminoso de Schweppes.

La imagen y el diseño asociados a Radio Futura, algunos de cuyos miembros habían hecho incursiones en otras ramas artísticas (la pintura de Luis, por ejemplo) tenía que ser especialmente cuidada, como parte del propio trabajo del grupo. La banda firmaba, de hecho, el propio diseño del Música moderna, en un lanzamiento que fue definido por la prensa musical como "inteligente, cuidado y brillante". La imagen de los miembros del grupo, controlada cuidadosamente (en entrevistas de 1980 aún se veían camisas y corbatas entre las ropas que, confesaban, "les compra la discográfica") se basaba en la ambigüedad, en todos los sentidos:

P. ¿Cómo vivisteis los primeros años?

E. Sierra: Imagínate: en el año 79, éramos un grupo que no llevaba batería sino caja de ritmos, cuando prácticamente no existían.

S. Auserón: Íbamos a festivales en los que, antes que nosotros, tocaban Los Rebeldes. Teníamos a todos los tupés delante, y nosotros con la caja de ritmos y esa pinta de banda sexualmente ambigua, por no decir sospechosa.
 
L. Auserón: Sexualmente divergente [risas].

E.S.: Tenía la gracia de la provocación. No se había visto a unos mendas totalmente marcianos haciendo una música tan rara. Pero era una sorpresa más estética que musical.
Entrevista en El País de las Tentaciones, 3/7/1998.

En todo caso y como en el resto de aspectos artísticos o creativos, el control de Hispavox de la imagen del grupo llegó a ser agobiante: Solrac no aparecía en la portada de Música Moderna por no adecuarse a la estética que la empresa buscaba.
En todo caso, en este período la estética de los Futura, muy imbuida de la estética punk y nuevaolera, fue siendo gradualmente dominada por Enrique, "el malo" de Radio Futura, que con sus crestas punk era ya uno de los iconos de la Movida. La imagen clásica de la época del grupo más cercana a aquellos años de agitación cultural quedaría para siempre vinculada a "sus peinados imposibles y su vestimenta futurista, en un momento en el que la imagen de los grupos corría pareja con los cambios tan sorprendentes que nos llegaban desde Londres o Nueva York".

### DeLa estatuaaLa ley

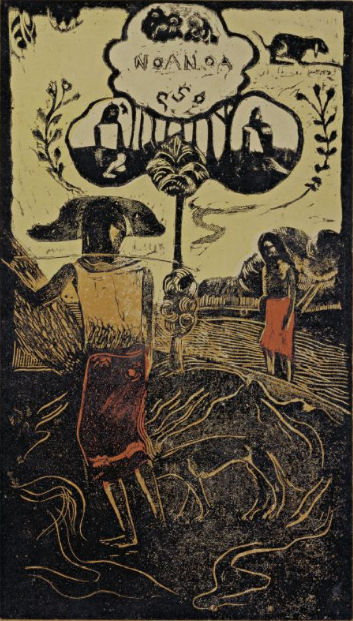
Las xilografías de la época tahitiana de Gauguin aportan cierto exotismo presente en el sonido del sencillo «Semilla negra». En la imagen, «Noa Noa», usado para la contraportada.

En cuanto al apartado gráfico de su trabajo durante los años que siguieron al primer álbum, desde el sencillo de «La estatua...» y hasta la salida de La Ley..., el grupo lo puso (tanto el del propio LP como el de los sencillos y maxisencillos asociados) en manos del diseñador Carlos Serrano G.A.H. y el fotógrafo Pablo Pérez-Mínguez, otro referente de la Movida, con la colaboración entre otros de Bernard Plossu (cubierta del LP).
Estos trabajos abandonaban los habituales posados del grupo en portada (como el del propio Música moderna) para buscar otros motivos menos tradicionales: una silla de diseño vanguardista en el sencillo de «La estatua...», una imagen del también vanguardista Edificio Carrión para la portada de «Escuela de calor» o la idea de realizar dos portadas para el disco "doble" La ley del desierto / La ley del mar, una situada en la cubierta delantera y otra en la cubierta trasera del disco. Incluso el diseño de la versión en casete de La ley.., "inspirado" muy directamente en un paquete de cigarrillos Lucky Strike, lo que supuso algunos problemas con dicha empresa.

#### El clip deLa estatua
En el apartado videográfico, en este período el grupo estrenó sus primeros clips, correspondientes a «La estatua...», «Dance usted» (ambos de 1983) y «Escuela de calor» (1984).
El primero fue también el primer videoclip realizado en España. Se rodó en diferentes localidades catalanas (Cardedeu, Bagur, Olot, Castelldefels) y fue realizado gratuitamente por el colectivo de publicistas amantes del underground RCR, con guion de José A. Maíllo y Radio Futura.
Su estética, como la propia canción, "juega constantemente con imágenes de un futuro artificial", bebiendo del futurismo propio de la Movida: una estatua metálica (Santiago) baja de su pedestal para enfrentarse a exóticos personajes acreditados como "mutante" (Enrique), "agente oscuro" (Luis) o "mecánico" (Solrac). Se ha señalado la vinculación estética del clip con el del tema «Ashes to Ashes» (1980), de uno de los referentes de esta primera etapa del grupo, David Bowie.
En esa misma época se realizaron dos clips más, ambos producidos por diferentes programas de TVE: el de «Dance usted» lo produjo "Caja de ritmos", y el de «Escuela de calor» "La edad de oro". Ambos son menos reseñables artísticamente, si bien el segundo se introducía en un ambiente oscuro en que los miembros del grupo, elegantemente disfrazados de personal de una discoteca, esperaban a que llegasen clientas desprevenidas a esa "escuela de calor", con aviesas intenciones.

### Semilla negra,De un país en llamas

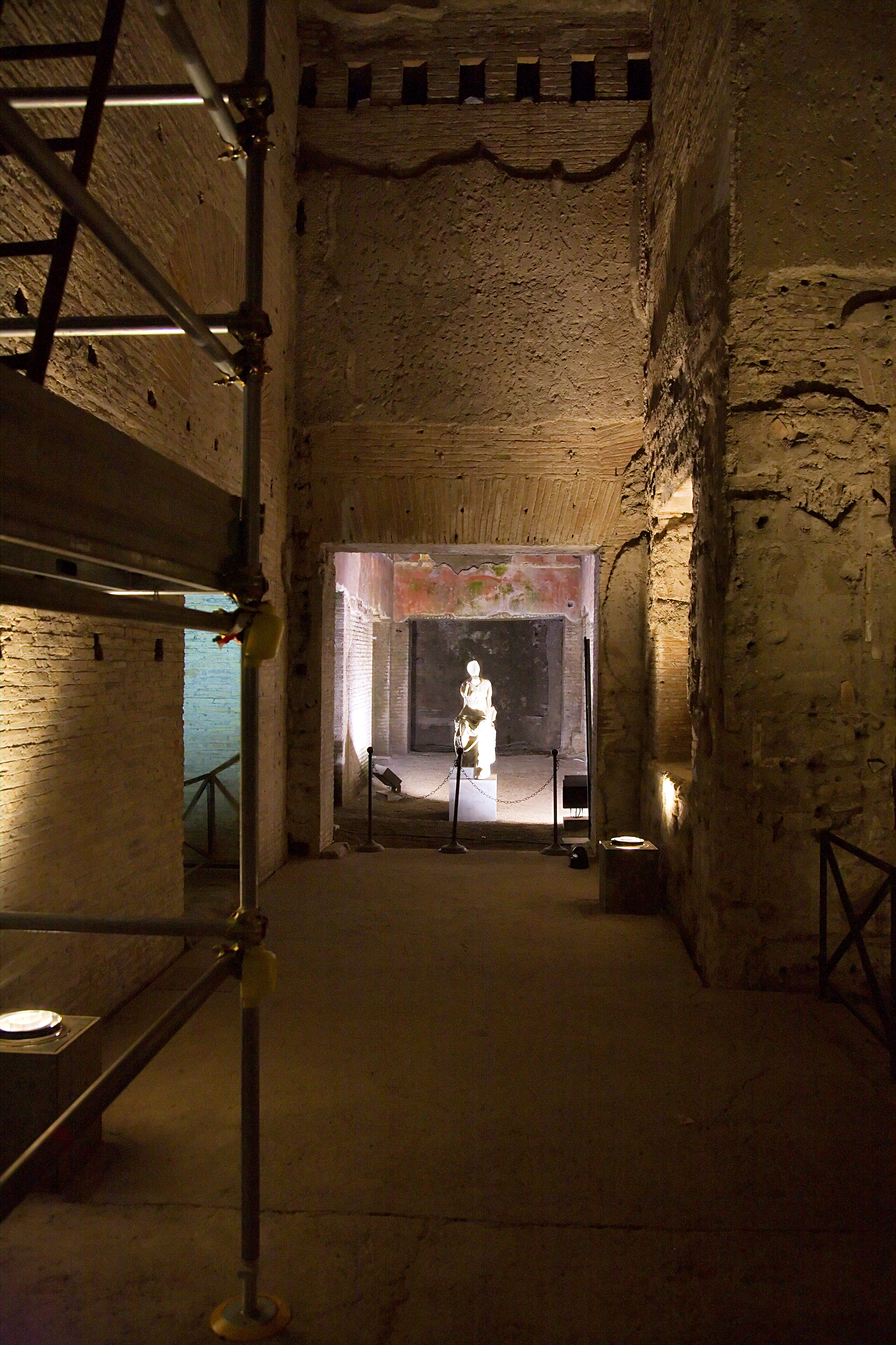
La Domus Aurea, motivo de la portada del sencillo «La ciudad interior / Un vaso de agua».

Desde la regrabación del sencillo «Semilla negra», el trabajo artístico de diseño y fotografía pasaron a realizarlo Jorge Alfonso Cuní (exmiembro de Ejecutivos Agresivos, diseño) y el colectivo Amasa (formado por África Ordiñana y Armando Montesinos) para las portadas de los sencillos asociados. Es habitual en esta época la utilización de obras derivadas. Destacaba especialmente el diseño del sencillo «Semilla negra»: para la portada de la primera edición se utilizó un trabajo de Jorge Alfonso, ya con motivos de aire caribeño, y para la del maxisencillo el diseño de Ximo Aldás sobre una xilografía, «Tehamana» de Paul Gauguin; la contraportada del maxi era otra xilografía del mismo autor, «Noa Noa». En el sencillo de «El tonto Simón» se utilizó una obra del pintor José Carlos Ramos, y para la del sencillo de «La ciudad interior / Un vaso de agua» una fotografía del interior de la Domus Aurea de Nerón. En otras ocasiones sí se utilizó únicamente trabajo original: la portada del sencillo «Han caído los dos / En alas de la mentira» era una fotografía de Pérez-Mínguez, y la de «No tocarte / Las líneas de la mano» un trabajo de Amasa.
El trabajo gráfico del propio LP, sin embargo, lo realizó en parte el propio grupo con personas de lo más cercano: la portada de De un país en llamas era de Cuní sobre un montaje fotográfico de Paz Tejedor (mánager de la banda) y Radio Futura; las fotos interiores, del productor Joe Dworniak.
En esta época solo se realizó un videoclip, correspondiente a «Tormenta de arena». Producido por TVE, únicamente mostraba imágenes de los componentes del grupo iluminados bajo diferentes filtros de luz, estáticos o caminando. Enrique aún mantenía su imagen agresiva de aires punk.

### El canto del gallo
Una nueva etapa se abrió con la llegada de otro equipo creativo; para la creación relacionada con La canción de Juan Perro (el propio LP y los sencillos pertenecientes al mismo) los Futura se roderonde artistas muy destacados, consagrados o por consagrar: el pronto malogrado diseñador Diego Lara para el grafismo del disco, y otro de los "fotógrafos de la Movida", Alberto García-Alix, para la fotografía (en el sencillo y maxisencillo de «La negra flor» este trabajo lo haría Jorge Dragón). La portada del LP se encargó al ya por entonces consagrado pintor, y arquitecto en ciernes, Juan Navarro Baldeweg. En ella, un pequeño camión atraviesa un paisaje en el que a punto está de amanecer; el autor se inspiró para su trabajo en la obra de Juan Rulfo, tal y como hacía la propia canción «El canto del gallo».
Fue precisamente para ese sencillo para el que se inició el trabajo de Max como colaborador del grupo, que se alargaría durante años. El guionista y dibujante de otro de los iconos de la Movida, Peter Pank, realizó junto con Santiago un cómic que con los años se vería reeditado como una de sus obras señeras. En esta época Max estaba especialmente influenciado por la línea clara de ilustradores europeos como Yves Chaland, especialmente de moda en España en aquel momento.
Para el disco se realizó asimismo un videoclip, «Annabel Lee», que buscaba el ambiente romántico del poema de Poe: niebla, cementerios, apariciones fantasmales... El clip fue producido de nuevo por otro programa de TVE, en este caso La bola de cristal, y dirigido y producido por Manuel Soriano.
El siguiente disco, Escueladecalor, llevaba únicamente fotografías de Jorge Dragón (portada y contraportada), con ayuda en el interior de Paz Tejedor y Catherine (Caty en los créditos) François, pareja sentimental de Santiago que por aquel entonces viajaba acompañando al grupo en las giras.

### Última etapa
Para 1990 el equipo creativo asociado a la imagen del grupo cambió de nuevo. El diseño de Veneno en la piel se encargó a Javier Romero, según idea de Radio Futura. Las fotos que acompañaban al disco eran de nuevo de Caty François. El diseño de varios de los sencillos («Condena del amor», el maxi de «Corazón de tiza») se encargó al exbajista de Esclarecidos, Julián (Coyan) Manzano, que también lo realizaría para Tierra para bailar y uno de los sencillos extraídos de él, «Semilla negra». El dibujo de la portada de «Corazón de tiza» era de Max, y muestra una escena urbana en tonos pastel. Las fotos del LP corren de nuevo a cargo de Paz Tejedor.
La última portada de un disco con material original del grupo cerraba un círculo, con su segundo y último posado en portada tras el primero de Música moderna. En Tierra para bailar se veía a los tres componentes supervivientes de la banda en una sencilla foto frente a una cabaña de madera, con un cartel que reza Welcome to Negril. Curiosamente el diseño de la que sería su última canción original, «El puente azul», se encargó a una de aquellos primerísimos componentes de la Orquesta Futurama, la exbajista de Las Chinas Montserrat Cuní, que seguiría colaborando en el material posterior a la separación.
En cuanto a este, en Rarezas se recuperaron fotografías de Pérez-Mínguez, García-Alix, Dragón y Tejedor. Los dos primeros también aportaron su trabajo para las fotografías que acompañaban Paisajes eléctricos. La ilustración de portada de Memoria del porvenir, que muestra a una lechuza, se encargó de nuevo a Max.

## Discografía

### Álbumes
- Música moderna (Hispavox, 1980)[184]
- La ley del desierto / La ley del mar (Ariola Eurodisc, 1984)[185]
- De un país en llamas (Ariola Eurodisc, 1985)[186]
- La canción de Juan Perro (Ariola Eurodisc, 1987)[187]
- Escueladecalor. El directo de Radio Futura (Ariola Eurodisc, 1989)[188]
- Veneno en la piel (Ariola Eurodisc, 1990)[189]
- Tierra para bailar (BMG-Ariola, 1992)[190]
- Rarezas: Radio Futura (BMG-Ariola, 1992)[191]

### Recopilaciones
- Radio Futura (Hispavox, 1984)[192]
- Box Set (BMG-Ariola, 1992)[193]
- Simplemente lo mejor (recopilatorio del material de Hispavox) (EMI, 1996)[194]
- Memoria del porvenir (BMG-Ariola, 1998)[195]
- Caja de canciones (BMG-Music, 2003)
- Paisajes eléctricos. Lo mejor de Radio Futura (1982-1992) (BMG-Ariola, 2004)[196]

### Discos de homenaje
- Arde la calle. Un tributo a Radio Futura (BMG-DRO, 2004)[197] Participan entre otros Andrés Calamaro, Enrique Bunbury, Rosario, El canto del loco, Sexy Sadie, Rosendo, Carlinhos Brown, Raimundo Amador, Pereza, Pastora, Marlango y Fito y los Fitipaldis.

### Sencillos
- Enamorado de la moda juvenil / Ivonne (1980)
- Divina / Interferencias (1980)
- La estatua del Jardín Botánico / Rompeolas  (1982)
- Dance usted / Tus pasos (1983)
- Escuela de calor / Historia de play-back (1984)
- Semilla Negra / En Portugal (1984)
- La ciudad interior / Un vaso de agua al enemigo (1985)
- No tocarte / Las líneas de la mano (1985)
- Han caído los dos / En alas de la mentira (1985)
- El tonto Simón / El viento de África (1985)
- 37 grados / A cara o cruz (1987)
- El canto del gallo / La mala hora (1987)
- A Cara o Cruz |México| (1987)
- La negra flor / El hombre de papel (1987)
- Annabel Lee / Lluvia del porvenir ( 1987)
- El Hombre de Papel |México| (1988)
- Escuela de calor / En el chino (Directo) (1989)
- La estatua del Jardín Botánico (Directo) (1989)
- Han caído los dos (Directo) (1989)
- Veneno en la piel / Al otro lado (1990)
- Corazón de tiza / Radar (1990)
- Condena del amor / Imagen pública (1990)
- El amigo desconocido / Si me dejas solo (1990)
- El puente azul (1992)

## Videografía
- La estatua del jardín botánico (Barcelona, 1983)[198] Propuesta de José A.Maillo y RCR.
- Dance Usted (Madrid, 1983)[199] Producido por "Caja de ritmos" (TVE).
- Escuela de calor (Madrid, 1984) Producido por "La Edad de Oro" (TVE).
- Tormenta de Arena (Madrid, 1984) Producido por TVE.
- Annabel Lee (Madrid, 1987) Producido por "La bola de cristal" (TVE). Dirigido por Manuel Soriano.
- Veneno en la piel (1990)[200] Producido por Yankeepay. Dirigido por Vicente Rubio.
- Corazón de tiza (Valencia, 1990)[201] Producido y realizado por Tono Errando.
- El amigo desconocido (1990)[202] Producido y realizado por Tono Errando.
- Semilla negra (1992)[203] Producido por Remanence. Dirigido por Celia Canning.
- Tierra (1992) Producido por Maru Basamón. Dirigido por Max.

## Cronología
*Las sucesivas entradas de guitarristas (Javier Monforte, Ollie Halsall) vinieron derivadas de los períodos de enfermedad de Sierra, que se retiraba, al menos parcialmente, del grupo durante esas temporadas